# Эйнштейн, Альберт
Альбе́рт Эйнште́йн (нем. Albert Einstein МФА: [ˈalbɐt ˈaɪ̯nʃtaɪ̯n]о файле, 14 марта 1879, Ульм, королевство Вюртемберг, Германская империя — 18 апреля 1955, Принстон, штат Нью-Джерси, США) — швейцарский, немецкий и американский физик-теоретик и общественный деятель-гуманист, один из основателей современной теоретической физики. Лауреат Нобелевской премии по физике 1921 года. Его теория относительности изменила основания физики, заменив классическую механику и закон всемирного тяготения Ньютона. Персона XX века по версии журнала Time.
Жил в Германии (1879—1895, 1914—1933), Швейцарии (1895—1914), и с 1933 года до конца жизни — в США. Из Германии с приходом к власти нацистов был вынужден эмигрировать, и после публичного отказа от гражданства Германии (весной 1933 года) 24 марта 1934 года был его лишён. Гражданин США с 1940 года. Почётный доктор около 20 ведущих университетов мира, член многих Академий наук, в том числе иностранный почётный член АН СССР (1926).
Эйнштейн — автор более 300 научных работ по физике, а также около 150 книг и статей в области философии и истории науки, публицистики и других. Он разработал несколько фундаментальных физических теорий:
- Специальная теория относительности (1905).
  - В её рамках — закон взаимосвязи массы и энергии: {\displaystyle E=mc^{2}.}
- Общая теория относительности (1907—1916).
- Квантовая теория фотоэффекта.
- Квантовая теория теплоёмкости.
- Квантовая статистика Бозе — Эйнштейна.
- Статистическая теория броуновского движения, заложившая основы теории флуктуаций.
- Теория индуцированного излучения.
- Теория рассеяния света на термодинамических флуктуациях в среде[11].

Он также предсказал гравитационные волны и «квантовую телепортацию», предсказал и измерил гиромагнитный эффект Эйнштейна — де Хааза. С 1933 года работал над проблемами космологии и единой теории поля. Активно выступал против войны, против применения ядерного оружия, за гуманизм, уважение прав человека, взаимопонимание между народами.
Эйнштейну принадлежит решающая роль в популяризации и введении в научный оборот новых физических концепций и теорий. В первую очередь это относится к пересмотру понимания физической сущности пространства и времени и к построению новой теории гравитации взамен ньютоновской. Эйнштейн также, вместе с Планком, заложил основы квантовой теории. Эти концепции, многократно подтверждённые экспериментами, образуют фундамент современной физики.

## Биография

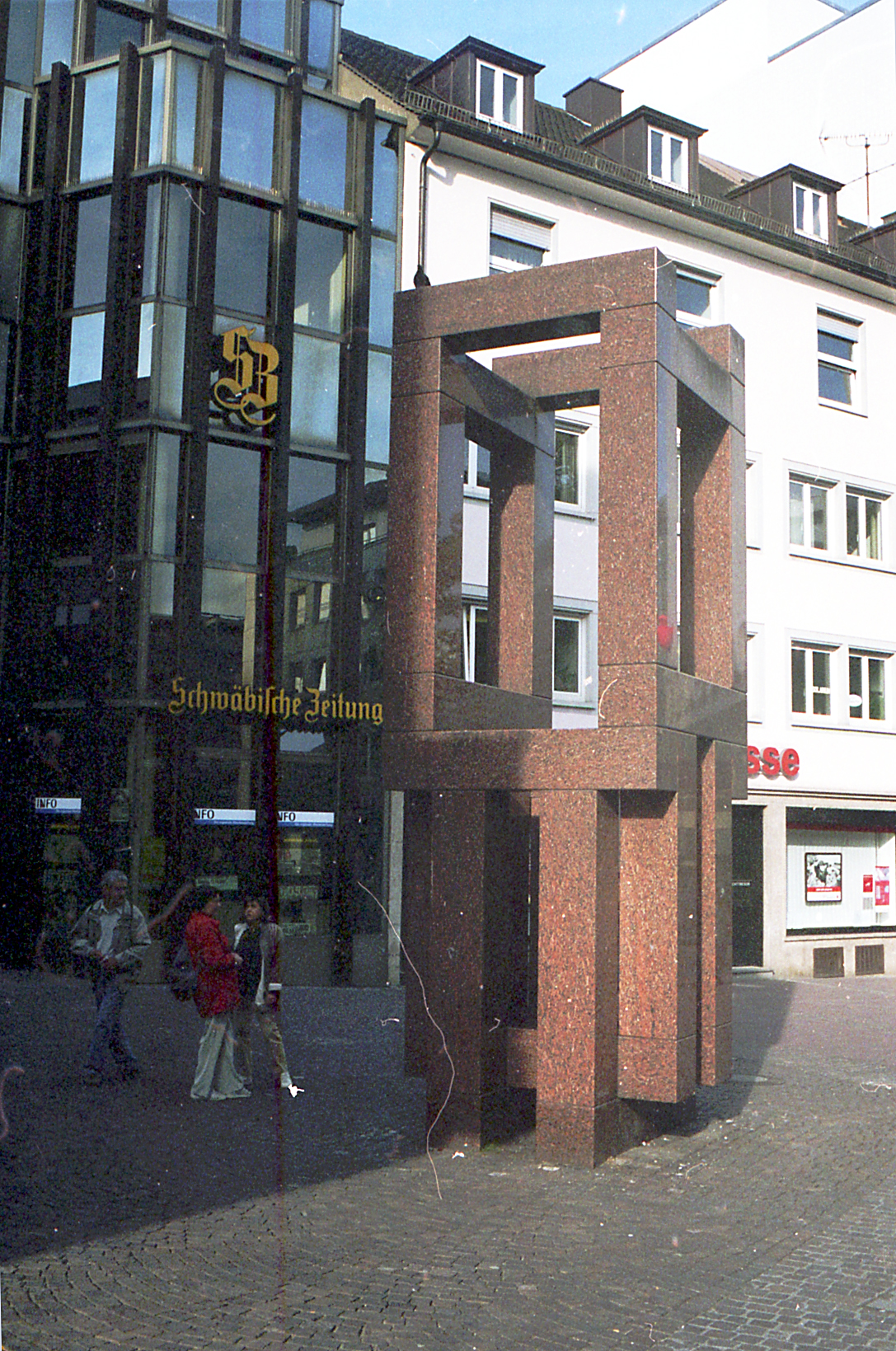
Памятник в Ульме на месте дома, где родился Эйнштейн

### Ранние годы
Альберт Эйнштейн родился 14 марта 1879 года в южно-германском городе Ульме, в небогатой еврейской семье.
|                                                                       |  |
| Герман Эйнштейн и Паулина Эйнштейн (урождённая Кох), родители учёного |  |

Отец, Герман Эйнштейн (1847—1902), был в это время совладельцем небольшого предприятия по производству перьевой набивки для матрацев и перин. Мать, Паулина Эйнштейн (урождённая Кох, 1858—1920), происходила из семьи состоятельного торговца кукурузой Юлиуса Дерцбахера (в 1842 году он сменил фамилию на Кох) и Йетты Бернхаймер.
Летом 1880 года семья переселилась в Мюнхен, где Герман Эйнштейн вместе с братом Якобом основал небольшую фирму по торговле электрическим оборудованием. В Мюнхене родилась младшая сестра Альберта Мария (Майя, 1881—1951).
Начальное образование Альберт Эйнштейн получил в местной католической школе. По его собственным воспоминаниям, он в детстве пережил состояние глубокой религиозности, которое оборвалось в 12 лет. Через чтение научно-популярных книг он пришёл к убеждению, что многое из того, что изложено в Библии, не может быть правдой, а государство намеренно занимается обманом молодого поколения. Всё это сделало его вольнодумцем и навсегда породило скептическое отношение к авторитетам. Из детских впечатлений Эйнштейн позже вспоминал как наиболее сильные: компас, «Начала» Евклида и (около 1889 года) «Критику чистого разума» Иммануила Канта. Кроме того, по инициативе матери он с шести лет начал заниматься игрой на скрипке. Увлечение музыкой сохранялось у Эйнштейна на протяжении всей жизни. Уже находясь в США в Принстоне, в 1934 году Альберт Эйнштейн дал благотворительный концерт, где исполнял на скрипке произведения Моцарта в пользу эмигрировавших из нацистской Германии учёных и деятелей культуры.

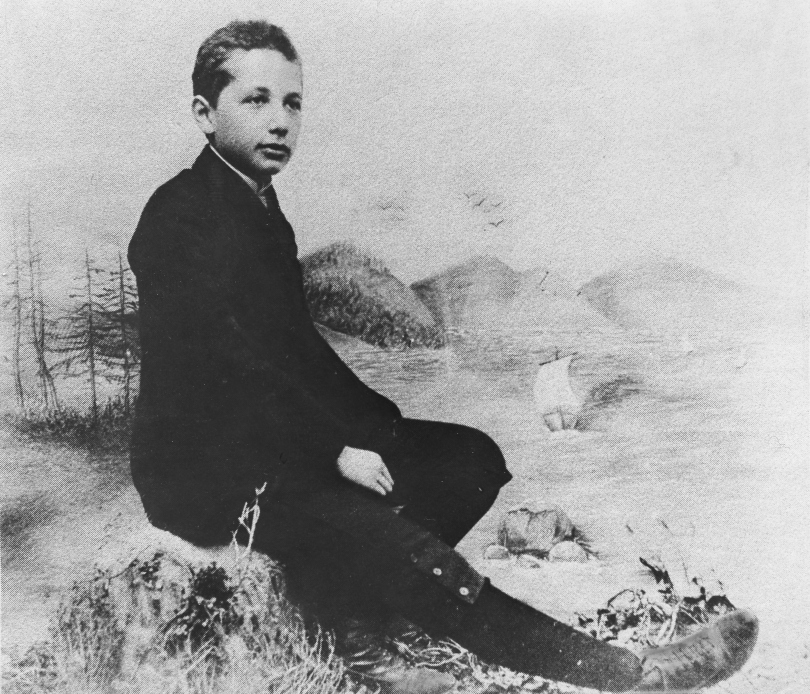
Эйнштейн в 14 лет

В гимназии (ныне Гимназия имени Альберта Эйнштейна в Мюнхене) он не был в числе первых учеников (исключение составляли математика и латынь). Укоренившаяся система механического заучивания материала учащимися (которая, как он позже говорил, наносит вред самому духу учёбы и творческому мышлению), а также авторитарное отношение учителей к ученикам вызывало у Альберта Эйнштейна неприятие, поэтому он часто вступал в споры со своими преподавателями.
В 1894 году Эйнштейны переехали из Мюнхена в итальянский город Павию, близ Милана, куда братья Герман и Якоб перевели свою фирму. Сам Альберт оставался с родственниками в Мюнхене ещё некоторое время, чтобы окончить все шесть классов гимназии. Так и не получив аттестата зрелости, в 1895 году он присоединился к своей семье в Павии.

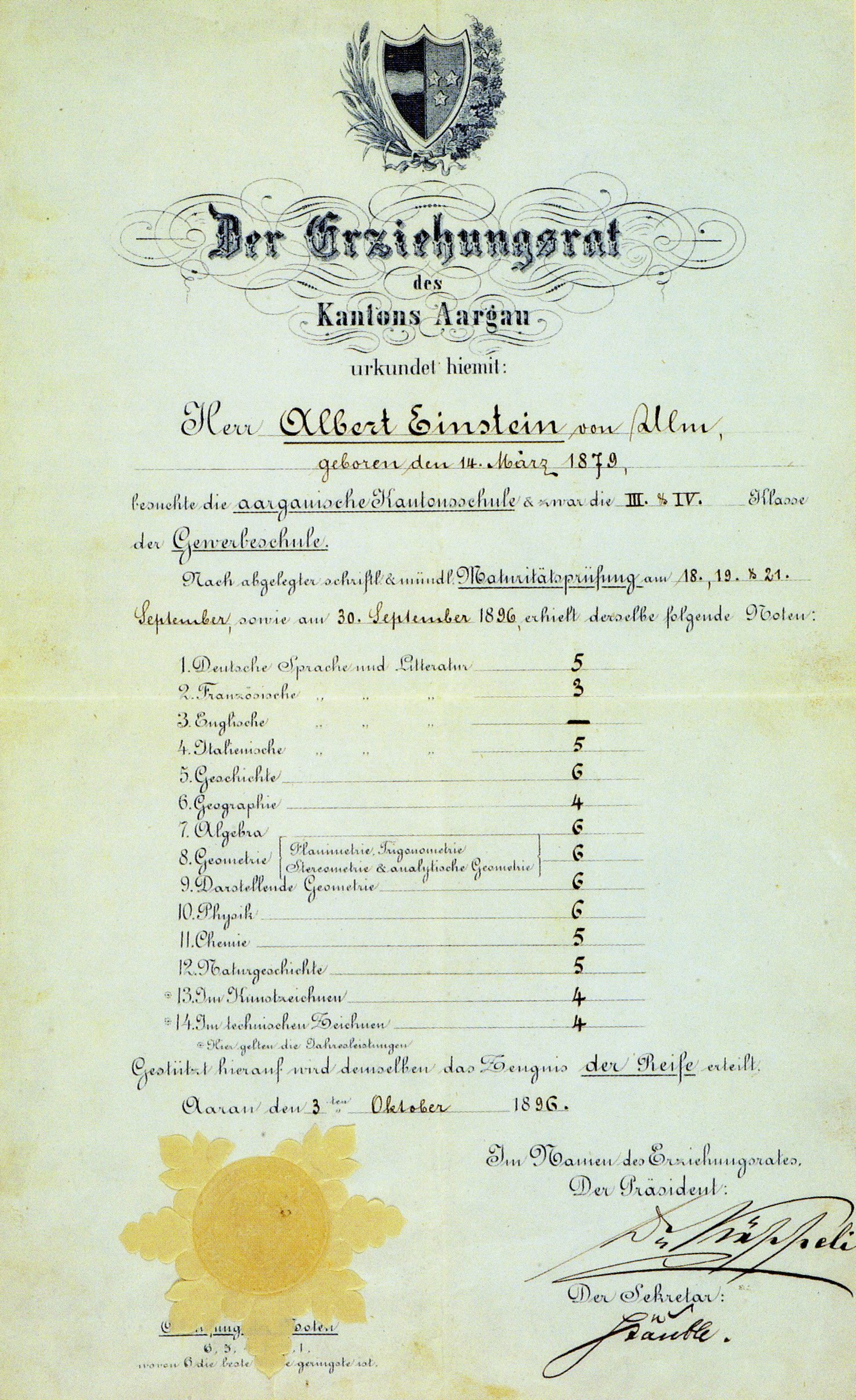
Аттестат Эйнштейна в Арау (оценки по шестибалльной шкале)

Осенью 1895 года Альберт Эйнштейн прибыл в Швейцарию, чтобы сдать вступительные экзамены в Высшее техническое училище (Политехникум) в Цюрихе и по окончании обучения стать преподавателем физики. Блестяще проявив себя на экзамене по математике, он в то же время провалил экзамены по ботанике и французскому языку, что не позволило ему поступить в Цюрихский Политехникум. Однако директор училища посоветовал молодому человеку поступить в выпускной класс школы в Арау (Швейцария), чтобы получить аттестат и повторить поступление.
В кантональной школе Арау Альберт Эйнштейн посвящал своё свободное время изучению электромагнитной теории Максвелла, начал размышлять над физическими проблемами. В сентябре 1896 года он успешно сдал все выпускные экзамены в школе, за исключением экзамена по французскому языку, и получил аттестат, а в октябре 1896 года был принят в Политехникум на педагогический факультет. Здесь он подружился с однокурсником, математиком Марселем Гроссманом (1878—1936), а также познакомился с сербской студенткой факультета медицины Милевой Марич (на 4 года старше его), впоследствии ставшей его женой. В этом же году Эйнштейн отказался от германского гражданства. Чтобы получить швейцарское гражданство, требовалось уплатить 1000 швейцарских франков, однако бедственное материальное положение семьи позволило ему сделать это только спустя 5 лет. Предприятие отца в этом году окончательно разорилось, родители Эйнштейна переехали в Милан, где Герман Эйнштейн, уже без брата, открыл фирму по торговле электрооборудованием.
Стиль и методика преподавания в Политехникуме существенно отличались от закостеневшей и авторитарной германской школы, поэтому дальнейшее обучение давалось юноше легче. У него были первоклассные преподаватели, в том числе замечательный геометр Герман Минковский (его лекции Эйнштейн часто пропускал, о чём потом искренне сожалел) и аналитик Адольф Гурвиц.

### Начало научной деятельности
В 1900 году Эйнштейн окончил Политехникум, получив диплом преподавателя математики и физики. Экзамены он сдал успешно, но не блестяще. Многие профессора высоко оценивали способности студента Эйнштейна, но никто не захотел помочь ему продолжить научную карьеру. Сам Эйнштейн позже вспоминал:

Я был третируем моими профессорами, которые не любили меня из-за моей независимости и закрыли мне путь в науку.

Эйнштейн в патентном бюро (1905)

Хотя в следующем, 1901 году, Эйнштейн получил гражданство Швейцарии, вплоть до весны 1902 года он не мог найти постоянное место работы — даже школьным учителем. Вследствие отсутствия заработка он буквально голодал, не принимая пищу несколько дней подряд. Это стало причиной болезни печени, от которой учёный страдал до конца жизни.
Несмотря на лишения, преследовавшие его в 1900—1902 годах, Эйнштейн находил время для дальнейшего изучения физики. В 1901 году берлинские «Анналы физики» опубликовали его первую статью «Следствия теории капиллярности» (Folgerungen aus den Capillaritätserscheinungen), посвящённую анализу сил притяжения между атомами жидкостей на основании теории капиллярности.
В ноябре 1901 года Эйнштейн закончил работу над докторской диссертацией, посвящённой молекулярным силам в газах, и передал её в Цюрихский университет. Руководителем диссертации должен был стать профессор Цюрихского университета Альфред Кляйнер. Защита диссертации не состоялась, Кляйнер отверг диссертацию. 1 февраля 1902 года Эйнштейн забрал её обратно.
Преодолеть трудности помог бывший однокурсник Марсель Гроссман, рекомендовавший Эйнштейна на должность эксперта III класса в Федеральное Бюро патентования изобретений (Берн) с окладом 3500 франков в год (в годы студенчества он жил на 100 франков в месяц).
Эйнштейн работал в Бюро патентов с июля 1902 года по октябрь 1909 года, занимаясь преимущественно экспертной оценкой заявок на изобретения. В 1903 году он стал постоянным работником Бюро. Характер работы позволял Эйнштейну посвящать свободное время исследованиям в области теоретической физики.

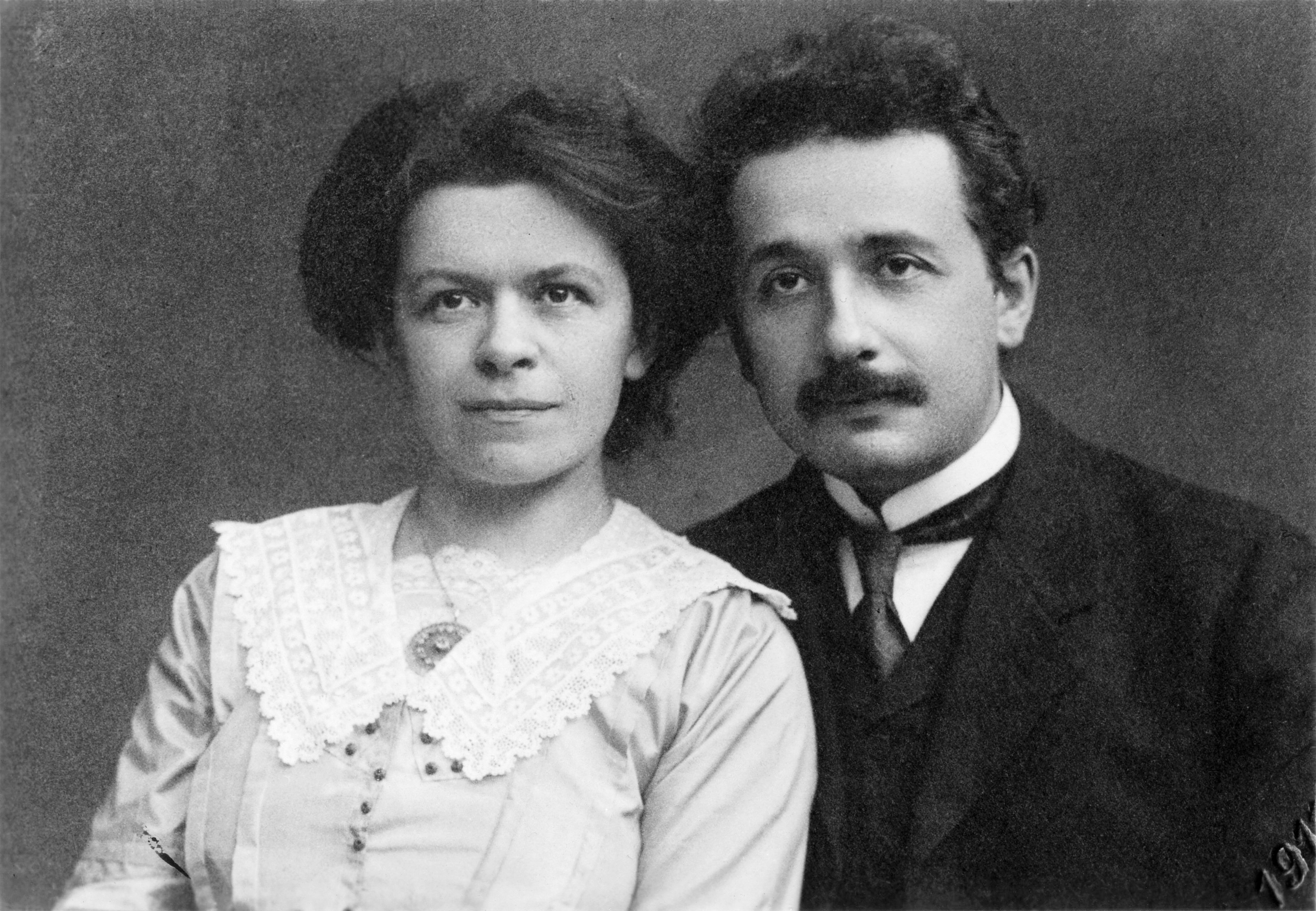
Эйнштейн со своей первой женой Милевой Марич (ок. 1905)

В октябре 1902 года Эйнштейн получил известие из Италии о болезни отца; Герман Эйнштейн умер спустя несколько дней после приезда сына.
С 1904 года Эйнштейн сотрудничал с ведущим посвящённым физике журналом Германии «Анналы физики», предоставляя для его реферативного приложения аннотации новых статей по термодинамике. Вероятно, приобретённый этим авторитет в редакции содействовал его собственным публикациям 1905 года.

### 1905 — «Год чудес»
1905 год вошёл в историю физики как «Год чудес» (лат. Annus Mirabilis). В этом году «Анналы физики» опубликовал три выдающиеся статьи Эйнштейна, положившие начало новой научной революции:
| 1. «К электродинамике движущихся тел» (нем. Zur Elektrodynamik bewegter Körper). С этой статьи начинается теория относительности. 2. «Об одной эвристической точке зрения, касающейся возникновения и превращения света» (нем. Über einen die Erzeugung und Verwandlung des Lichts betreffenden heuristischen Gesichtspunkt). Одна из работ, заложивших фундамент квантовой теории. 3. «О движении взвешенных в покоящейся жидкости частиц, требуемом молекулярно-кинетической теорией теплоты» (нем. Über die von der molekularkinetischen Theorie der Wärme geforderte Bewegung von in ruhenden Flüssigkeiten suspendierten Teilchen) — работа, посвящённая броуновскому движению и существенно продвинувшая статистическую физику. |

Эйнштейну часто задавали вопрос: как ему удалось создать теорию относительности? Полушутя-полувсерьёз он отвечал:
Почему именно я создал теорию относительности? Когда я задаю себе такой вопрос, мне кажется, что причина в следующем. Нормальный взрослый человек вообще не задумывается над проблемой пространства и времени. По его мнению, он уже думал об этой проблеме в детстве. Я же развивался интеллектуально так медленно, что пространство и время занимали мои мысли, когда я стал уже взрослым. Естественно, я мог глубже проникать в проблему, чем ребёнок с нормальными наклонностями.

#### Специальная теория относительности
В течение всего XIX века материальным носителем электромагнитных явлений считалась гипотетическая среда — эфир. Однако к началу XX века выяснилось, что свойства этой среды трудно согласовать с классической физикой. С одной стороны, аберрация света наталкивала на мысль, что эфир абсолютно неподвижен, с другой — опыт Физо свидетельствовал в пользу гипотезы, что эфир частично увлекается движущейся материей. Опыты Майкельсона (1881), однако, показали, что никакого «эфирного ветра» не существует.
В 1892 году Лоренц и (независимо от него) Джордж Френсис Фицджеральд предположили, что эфир неподвижен, а длина любого тела сокращается в направлении его движения. Оставался, однако, открытым вопрос, почему длина сокращается в точности в такой пропорции, чтобы компенсировать «эфирный ветер» и не дать обнаружить существование эфира. Другим серьёзным затруднением был тот факт, что уравнения Максвелла не соответствовали принципу относительности Галилея, несмотря на то что электромагнитные эффекты зависят только от относительного движения. Был исследован вопрос, при каких преобразованиях координат уравнения Максвелла инвариантны. Правильные формулы впервые выписали Лармор (1900) и Пуанкаре (1905), последний доказал их групповые свойства и предложил назвать преобразованиями Лоренца.
Пуанкаре также дал обобщённую формулировку принципа относительности, охватывающего и электродинамику. Тем не менее он продолжал признавать эфир, хотя придерживался мнения, что его никогда не удастся обнаружить. В докладе на физическом конгрессе (1900) Пуанкаре впервые высказывает мысль, что одновременность событий не абсолютна, а представляет собой условное соглашение («конвенцию»). Было высказано также предположение о предельности скорости света. Таким образом, в начале XX века существовали две несовместимые кинематики: классическая, с преобразованиями Галилея, и электромагнитная, с преобразованиями Лоренца.

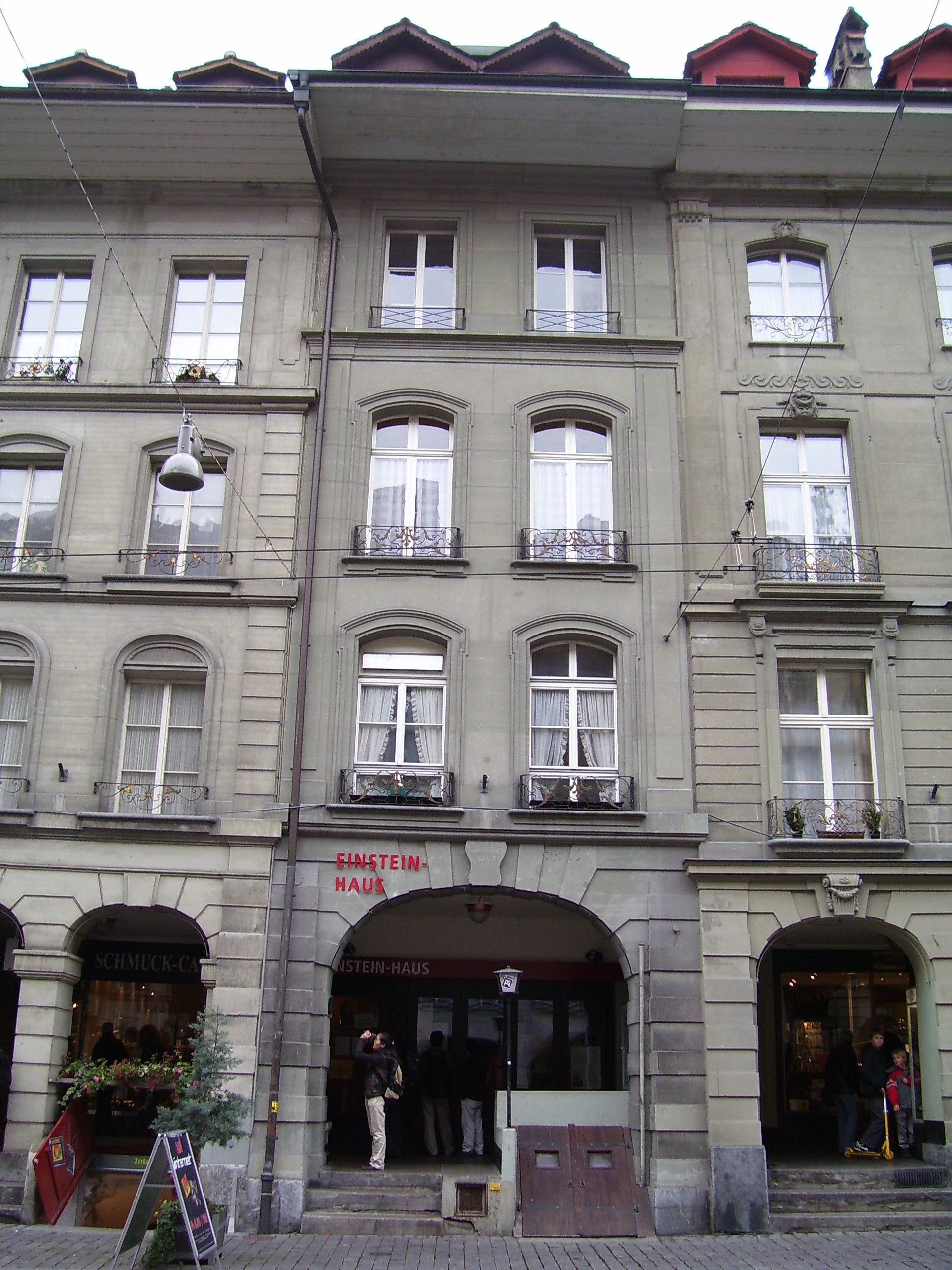
Einsteinhaus — дом Эйнштейна в Берне, где родилась теория относительности

Эйнштейн, размышляя на эти темы в значительной степени независимо, предположил, что первая есть приближённый случай второй для малых скоростей, а то, что считалось свойствами эфира, есть на деле проявление объективных свойств пространства и времени. Эйнштейн пришёл к выводу, что нелепо привлекать понятие эфира только для того, чтобы доказать невозможность его наблюдения, и что корень проблемы лежит не в динамике, а глубже — в кинематике. В упомянутой выше основополагающей статье «К электродинамике движущихся тел» он предложил два постулата: всеобщий принцип относительности и постоянство скорости света; из них без труда выводятся лоренцево сокращение, формулы преобразования Лоренца, относительность одновременности, ненужность эфира, новая формула сложения скоростей, возрастание инерции со скоростью и т. д. В другой его статье, которая вышла в конце года, появилась и формула {\displaystyle E=mc^{2}}, определяющая связь массы и энергии.
Часть учёных сразу приняли эту теорию, которая позднее получила название «специальная теория относительности» (СТО); Планк (1906) и сам Эйнштейн (1907) построили релятивистскую динамику и термодинамику. Бывший учитель Эйнштейна, Минковский, в 1907 году представил математическую модель кинематики теории относительности в виде геометрии четырёхмерного неевклидова мира и разработал теорию инвариантов этого мира (первые результаты в этом направлении опубликовал Пуанкаре в 1905 году).
Однако немало учёных сочли «новую физику» чересчур революционной. Она отменяла эфир, абсолютное пространство и абсолютное время, ревизовала механику Ньютона, которая 200 лет служила опорой физики и неизменно подтверждалась наблюдениями. Время в теории относительности течёт по-разному в разных системах отсчёта, инерция и длина зависят от скорости, движение быстрее света невозможно, возникает «парадокс близнецов» — все эти необычные следствия были неприемлемы для консервативной части научного сообщества. Дело осложнялось также тем, что СТО не предсказывала поначалу никаких новых наблюдаемых эффектов, а опыты Вальтера Кауфмана (1905—1909) многие истолковывали как опровержение краеугольного камня СТО — принципа относительности (этот аспект окончательно прояснился в пользу СТО только в 1914—1916 годах). Некоторые физики уже после 1905 года пытались разработать альтернативные теории (например, Ритц в 1908 году), однако позже выяснилось неустранимое расхождение этих теорий с экспериментом.
Многие видные физики остались верными классической механике и концепции эфира, среди них Лоренц, Дж. Дж. Томсон, Ленард, Лодж, Нернст, Вин. При этом некоторые из них (например, сам Лоренц) не отвергали результатов специальной теории относительности, однако интерпретировали их в духе теории Лоренца, предпочитая смотреть на пространственно-временную концепцию Эйнштейна-Минковского как на чисто математический приём.
Решающим аргументом в пользу истинности СТО стали опыты по проверке Общей теории относительности (см. ниже). Со временем постепенно накапливались и опытные подтверждения самой СТО. На ней основаны квантовая теория поля, теория ускорителей, она учитывается при проектировании и работе спутниковых систем навигации (здесь оказались нужны даже поправки общей теории относительности) и т. д.

#### Квантовая теория

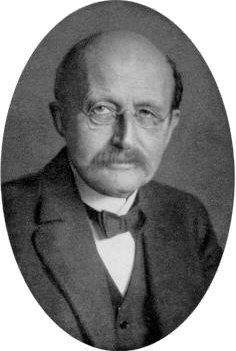
Макс Планк

Для разрешения проблемы, вошедшей в историю под названием «Ультрафиолетовой катастрофы», и соответствующего согласования теории с экспериментом Макс Планк предположил (1900), что излучение света веществом происходит дискретно (неделимыми порциями), и энергия излучаемой порции зависит от частоты света. Некоторое время эту гипотезу даже сам её автор рассматривал как условный математический приём, однако Эйнштейн во второй из вышеупомянутых статей предложил далеко идущее её обобщение и с успехом применил для объяснения свойств фотоэффекта. Эйнштейн выдвинул тезис, что не только излучение, но и распространение и поглощение света дискретны; позднее эти порции (кванты) получили название фотонов. Этот тезис позволил ему объяснить две загадки фотоэффекта: почему фототок возникал не при всякой частоте света, а только начиная с определённого порога, зависящего только от вида металла, а энергия и скорость вылетающих электронов зависели не от интенсивности света, а только от его частоты. Теория фотоэффекта Эйнштейна с высокой точностью соответствовала опытным данным, что позднее подтвердили эксперименты Милликена (1916).
Первоначально эти взгляды встретили непонимание большинства физиков, даже Планка Эйнштейну пришлось убеждать в реальности квантов. Постепенно, однако, накопились опытные данные, убедившие скептиков в дискретности электромагнитной энергии. Последнюю точку в споре поставил эффект Комптона (1923).
В 1907 году Эйнштейн опубликовал квантовую теорию теплоёмкости (старая теория при низких температурах сильно расходилась с экспериментом). Позже (1912) Дебай, Борн и Карман уточнили теорию теплоёмкости Эйнштейна, и было достигнуто отличное согласие с опытом.

#### Броуновское движение
В 1827 году Роберт Броун наблюдал под микроскопом и впоследствии описал хаотическое движение цветочной пыльцы, плававшей в воде.
Эйнштейн, на основе молекулярной теории, разработал статистико-математическую модель подобного движения. На основании его модели диффузии можно было, помимо прочего, с хорошей точностью оценить размер молекул и их количество в единице объёма. Одновременно к аналогичным выводам пришёл Смолуховский, чья статья была опубликована на несколько месяцев позже статьи Эйнштейна. Свои работы по статистической механике, под названием «Новое определение размеров молекул», Эйнштейн представил в Цюрихский университет в качестве диссертации и в том же 1905 году получил звание доктора философии (эквивалент кандидата естественных наук) по физике. В следующем году Эйнштейн развил свою теорию в новой статье «К теории броуновского движения» и в дальнейшем неоднократно возвращался к этой теме.
Вскоре (1908) измерения Перрена полностью подтвердили адекватность модели Эйнштейна, что стало первым экспериментальным доказательством молекулярно-кинетической теории, подвергавшейся в те годы активным атакам со стороны позитивистов.
Макс Борн писал (1949):
«Я думаю, что эти исследования Эйнштейна больше, чем все другие работы, убеждают физиков в реальности атомов и молекул, в справедливости теории теплоты и фундаментальной роли вероятности в законах природы». Работы Эйнштейна по статистической физике цитируются даже чаще, чем его работы по теории относительности. Выведенная им формула для коэффициента диффузии и его связи с дисперсией координат оказалась применимой в самом общем классе задач: марковские процессы диффузии, электродинамика и т. п.
Позднее, в статье «К квантовой теории излучения» (1917) Эйнштейн, исходя из статистических соображений, впервые предположил существование нового вида излучения, происходящего под воздействием внешнего электромагнитного поля («индуцированное излучение»). В начале 1950-х годов был предложен способ усиления света и радиоволн, основанный на использовании индуцированного излучения, а в последующие годы оно легло в основу теории лазеров.

### Берн — Цюрих — Прага — Цюрих — Берлин (1905—1914)
Работы 1905 года принесли Эйнштейну, хотя и не сразу, всемирную славу. 30 апреля 1905 он направил в университет Цюриха текст своей докторской диссертации на тему «Новое определение размеров молекул». Рецензентами были профессора Кляйнер и Буркхард. 15 января 1906 года он получил степень доктора наук по физике. Он переписывается и встречается с самыми знаменитыми физиками мира, а Планк в Берлине включает теорию относительности в свой учебный курс. В письмах его называют «г-н профессор», однако ещё четыре года (до октября 1909 года) Эйнштейн продолжает службу в Бюро патентов. В 1906 году его повысили в должности (он стал экспертом II класса с ежегодным окладом 4500 франков).
В октябре 1908 года Эйнштейна пригласили читать факультатив в Бернский университет, однако без всякой оплаты. В 1909 году он побывал на съезде натуралистов в Зальцбурге, где собралась элита немецкой физики, и впервые встретился с Планком; за 3 года переписки они быстро стали близкими друзьями.
После съезда Эйнштейн наконец получил оплачиваемую должность экстраординарного профессора в Цюрихском университете (декабрь 1909 года), где преподавал геометрию его старый друг Марсель Гроссман. Оплата была небольшой, особенно для семьи с двумя детьми, и в 1911 году Эйнштейн без колебаний принял приглашение возглавить кафедру физики в пражском Немецком университете. В этот период Эйнштейн продолжает публикацию серии статей по термодинамике, теории относительности и квантовой теории. В Праге он активизирует исследования по теории тяготения, поставив целью создать релятивистскую теорию гравитации и осуществить давнюю мечту физиков — исключить из этой области ньютоновское дальнодействие.

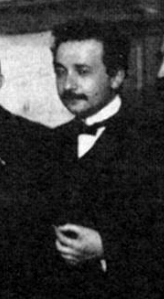
Эйнштейн на Первом Сольвеевском конгрессе

В 1911 году Эйнштейн участвовал в Первом Сольвеевском конгрессе (Брюссель), посвящённом квантовой физике. Там произошла его единственная встреча с Пуанкаре, который не поддержал теорию относительности, хотя лично к Эйнштейну относился с большим уважением.
Эйнштейн провёл в Праге почти два года (с января 1911 по октябрь 1912), в этот период он считался гражданином Австро-Венгрии. Затем он вернулся в Цюрих, где стал профессором родного Политехникума и читал там лекции по физике. В 1913 году он посетил Конгресс естествоиспытателей в Вене, навестил там 75-летнего Эрнста Маха; когда-то критика Махом ньютоновской механики произвела на Эйнштейна огромное впечатление и идейно подготовила к новациям теории относительности. В мае 1914 года пришло приглашение от Петербургской академии наук, подписанное физиком П. П. Лазаревым. Однако впечатления от погромов и «дела Бейлиса» были ещё свежи, и Эйнштейн отказался: «Я нахожу отвратительным ехать без надобности в страну, где так жестоко преследуют моих соплеменников». В дальнейшем был в числе известных людей, которые вступились за Самуила Шварцбурда, после того, как последний застрелил Симона Петлюру, в отместку за еврейские погромы в УНР.
В конце 1913 года, по рекомендации Планка и Нернста, Эйнштейн получил приглашение возглавить создаваемый в Берлине физический исследовательский институт; он зачислен также профессором Прусской академии. Помимо близости к другу Планку, эта должность имела то преимущество, что не обязывала отвлекаться на преподавание. Он принял приглашение, и в предвоенный 1914 год убеждённый пацифист Эйнштейн прибыл в Берлин. Милева с детьми осталась в Цюрихе, их семья распалась.
Гражданство Швейцарии, нейтральной страны, помогало Эйнштейну выдерживать милитаристское давление после начала войны. Он не подписывал никаких «патриотических» воззваний, напротив — в соавторстве с физиологом Георгом Фридрихом Николаи составил антивоенное «Воззвание к европейцам» в противовес шовинистическому «манифесту девяносто трёх», а в письме Ромену Роллану писал:

Поблагодарят ли будущие поколения нашу Европу, в которой три столетия самой напряжённой культурной работы привели лишь к тому, что религиозное безумие сменилось безумием националистическим? Даже учёные разных стран ведут себя так, словно у них ампутировали мозги.

### Общая теория относительности (1915)
Ещё Декарт объявил, что все процессы во Вселенной объясняются локальным взаимодействием одного вида материи с другим, и с точки зрения науки этот тезис близкодействия был естественным. Однако ньютоновская теория всемирного тяготения резко противоречила тезису близкодействия — в ней сила притяжения передавалась непонятным образом через совершенно пустое пространство, причём бесконечно быстро. По существу ньютоновская модель была чисто математической, без какого-либо физического содержания. На протяжении двух веков делались попытки исправить положение и избавиться от мистического дальнодействия, наполнить теорию тяготения реальным физическим содержанием, тем более что после Максвелла гравитация осталась единственным в физике пристанищем дальнодействия. Особенно неудовлетворительной стала ситуация после утверждения специальной теории относительности, так как теория Ньютона была несовместима с преобразованиями Лоренца. Однако до Эйнштейна исправить положение никому не удалось.

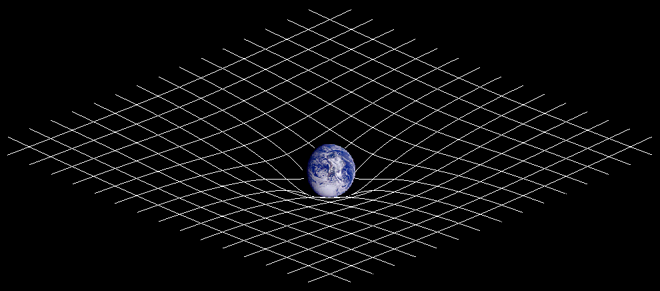
Искривление пространства массивным телом

Основная идея Эйнштейна была проста: материальным носителем тяготения является само пространство (точнее, пространство-время). Тот факт, что гравитацию можно рассматривать как проявление свойств геометрии четырёхмерного неевклидова пространства, без привлечения дополнительных понятий, есть следствие того, что все тела в поле тяготения получают одинаковое ускорение («принцип эквивалентности» Эйнштейна). Четырёхмерное пространство-время при таком подходе оказывается не «плоской и безразличной сценой» для материальных процессов, у него имеются физические атрибуты, и в первую очередь — метрика и кривизна, которые влияют на эти процессы и сами зависят от них. Если специальная теория относительности — это теория неискривлённого пространства, то общая теория относительности, по замыслу Эйнштейна, должна была рассмотреть более общий случай, пространство-время с переменной метрикой (псевдориманово многообразие). Причиной искривления пространства-времени является присутствие материи, и чем больше её энергия, тем искривление сильнее. Ньютоновская же теория тяготения представляет собой приближение новой теории, которое получается, если учитывать только «искривление времени», то есть изменение временно́й компоненты метрики (пространство в этом приближении евклидово). Распространение возмущений гравитации, то есть изменений метрики при движении тяготеющих масс, происходит с конечной скоростью. Дальнодействие с этого момента исчезает из физики.
Математическое оформление этих идей было достаточно трудоёмким и заняло несколько лет (1907—1915). Эйнштейну пришлось овладеть тензорным анализом и создать его четырёхмерное псевдориманово обобщение; в этом ему помогли консультации и совместная работа сначала с Марселем Гроссманом, ставшим соавтором первых статей Эйнштейна по тензорной теории гравитации, а затем и с «королём математиков» тех лет, Давидом Гильбертом. В 1915 году уравнения поля общей теории относительности Эйнштейна (ОТО), обобщающие ньютоновские, были опубликованы почти одновременно в статьях Эйнштейна и Гильберта.
Новая теория тяготения предсказала два ранее неизвестных физических эффекта, вполне подтверждённых наблюдениями, а также точно и полностью объяснила вековое смещение перигелия Меркурия, долгое время приводившее в недоумение астрономов. После этого теория относительности стала практически общепризнанным фундаментом современной физики. Кроме астрофизики, ОТО нашла практическое применение, как уже упоминалось выше, в системах глобального позиционирования (Global Positioning Systems, GPS), где расчёты координат производятся с очень существенными релятивистскими поправками.

### Берлин (1915—1921)

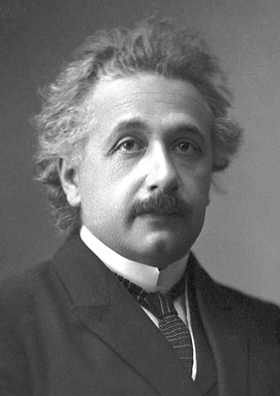
В 1921 году

В 1915 году в разговоре с нидерландским физиком Вандером де Хаазом Эйнштейн предложил схему и расчёт опыта, который после успешной реализации получил название «эффект Эйнштейна — де Хааза». Результат опыта воодушевил Нильса Бора, двумя годами ранее создавшего планетарную модель атома, поскольку подтвердил, что внутри атомов существуют круговые электронные токи, причём электроны на своих орбитах не излучают. Именно эти положения Бор и положил в основу своей модели. Кроме того, обнаружилось, что суммарный магнитный момент получается вдвое больше ожидаемого; причина этого разъяснилась, когда был открыт спин — собственный момент импульса электрона.
В июне 1916 года в статье «Приближённое интегрирование уравнений гравитационного поля» Эйнштейн впервые изложил теорию гравитационных волн. Экспериментальную проверку этого предсказания удалось провести только сто лет спустя (2015).
По окончании войны Эйнштейн продолжал работу в прежних областях физики, а также занимался новыми областями — релятивистской космологией и «Единой теорией поля», которая, по его замыслу, должна была объединить гравитацию, электромагнетизм и (желательно) теорию микромира. Первая статья по космологии, «Космологические соображения к общей теории относительности», появилась в 1917 году. После этого Эйнштейн пережил загадочное «нашествие болезней» — кроме серьёзных проблем с печенью, обнаружилась язва желудка, затем желтуха и общая слабость. Несколько месяцев он не вставал с постели, но продолжал активно работать. Только в 1920 году болезни отступили.
Осенью 1919 года английская экспедиция Артура Эддингтона в момент затмения зафиксировала предсказанное Эйнштейном отклонение света в поле тяготения Солнца. При этом измеренное значение соответствовало не ньютоновскому, а эйнштейновскому закону тяготения. Сенсационную новость перепечатали газеты всей Европы, хотя суть новой теории чаще всего излагалась в беззастенчиво искажённом виде. Слава Эйнштейна достигла небывалых высот.

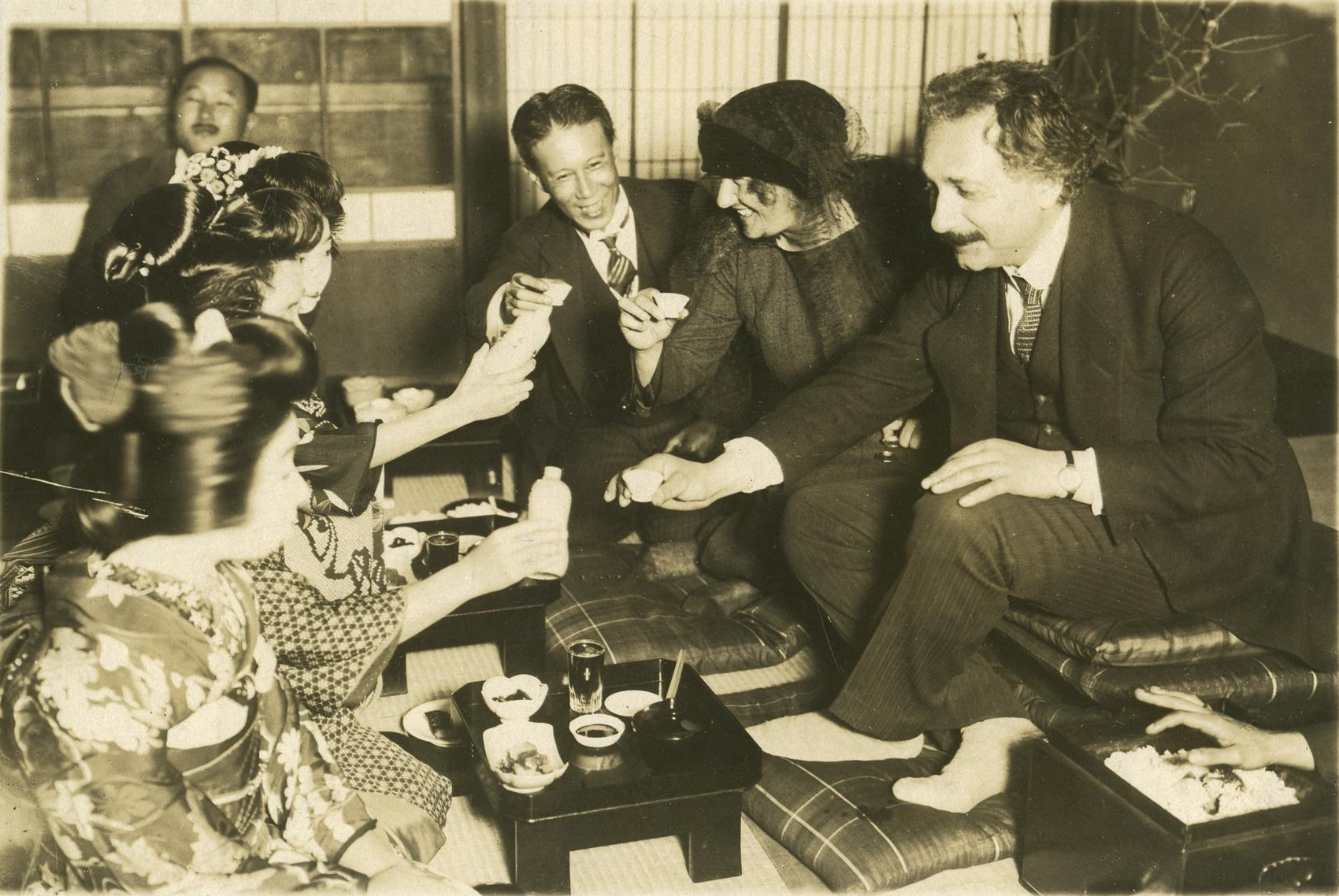
Эйнштейн с женой в Японии, ноябрь-декабрь 1922 года

В мае 1920 года Эйнштейн, вместе с другими членами Берлинской академии наук, был приведён к присяге как государственный служащий и по закону стал считаться гражданином Германии. Однако швейцарское гражданство он сохранил до конца жизни. В 1920-е годы, получая отовсюду приглашения, он много путешествовал по Европе (по швейцарскому паспорту), читал лекции для учёных, студентов и для любознательной публики. Посетил и США, где в честь именитого гостя была принята специальная приветственная резолюция Конгресса (1921). В конце 1922 года посетил Индию, где имел продолжительное общение с Рабиндранатом Тагором, и Китай. Зиму Эйнштейн встретил в Японии, где его застала новость о присуждении ему Нобелевской премии.

### Нобелевская премия (1922)
Эйнштейна неоднократно номинировали на Нобелевскую премию по физике. Первая такая номинация (за теорию относительности) состоялась, по инициативе Вильгельма Оствальда, уже в 1910 году, однако Нобелевский комитет счёл экспериментальные доказательства теории относительности недостаточными. Далее выдвижение кандидатуры Эйнштейна повторялось ежегодно, кроме 1911 и 1915 годов. Среди рекомендателей в разные годы были такие крупнейшие физики, как Лоренц, Планк, Бор, Вин, Хвольсон, де Хааз, Лауэ, Зееман, Камерлинг-Оннес, Адамар, Эддингтон, Зоммерфельд и Аррениус.
Однако члены Нобелевского комитета долгое время не решались присудить премию автору столь революционных теорий. В составе комитета не было никого, кто мог бы компетентно оценить содержание и значение теории относительности; например, доклад по этой теме было поручено подготовить председателю Комитета по физике врачу-офтальмологу Альвару Гульстранду. В конце концов был найден дипломатичный выход: премия за 1921 год была присуждена Эйнштейну (в ноябре 1922 года) за теорию фотоэффекта, то есть за наиболее бесспорную и хорошо проверенную в эксперименте работу; впрочем, текст решения содержал нейтральное добавление: «… и за другие работы в области теоретической физики».
10 ноября 1922 года секретарь Шведской Академии наук энтомолог Кристофер Ауривиллиус писал Эйнштейну:

Как я уже сообщил Вам телеграммой, Королевская академия наук на своём вчерашнем заседании приняла решение присудить Вам премию по физике за прошедший год, отмечая тем самым Ваши работы по теоретической физике, в частности открытие закона фотоэлектрического эффекта, не учитывая при этом Ваши работы по теории относительности и теории гравитации, которые будут оценены после их подтверждения в будущем.

Поскольку Эйнштейн был в отъезде, премию от его имени принял 10 декабря 1922 года Рудольф Надольный, посол Германии в Швеции. Предварительно он запросил подтверждения, является ли Эйнштейн гражданином Германии или Швейцарии; Прусская академия наук официально заверила, что Эйнштейн — германский подданный, хотя его швейцарское гражданство также признаётся действительным. Знаки отличия, сопровождающие премию, Эйнштейн по возвращении в Берлин получил лично у шведского посла.
Естественно, традиционную Нобелевскую речь (в июле 1923 года) Эйнштейн посвятил теории относительности.

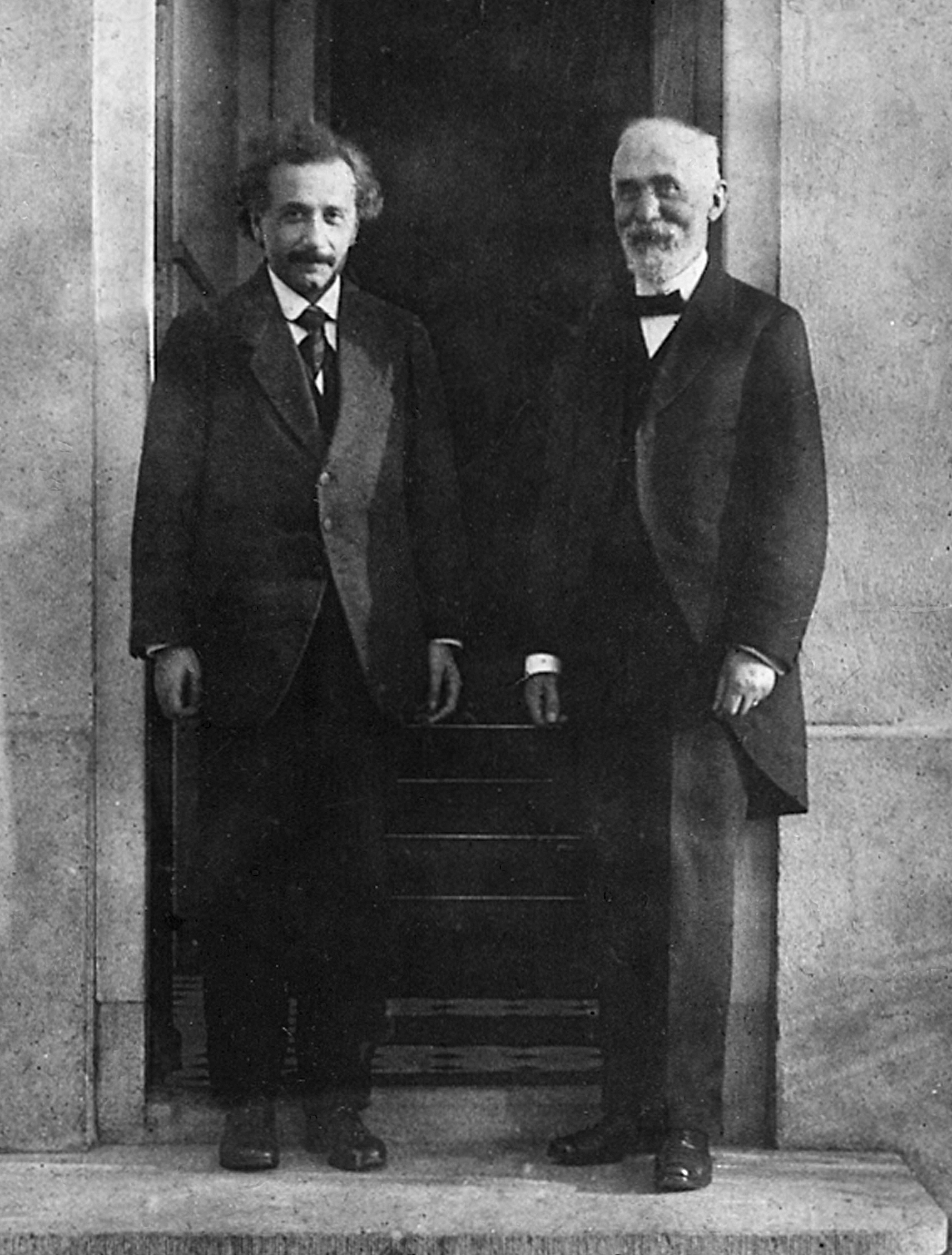
Эйнштейн и Лоренц (1921)

### Берлин (1922—1933)
В 1923 году, завершая своё путешествие, Эйнштейн выступил в Иерусалиме, где намечалось вскоре (1925 год) открыть Еврейский университет.
В 1924 году молодой индийский физик Шатьендранат Бозе в кратком письме обратился к Эйнштейну с просьбой помочь в публикации статьи, в которой выдвигал предположение, положенное в основу современной квантовой статистики. Бозе предложил рассматривать свет в качестве газа из фотонов. Эйнштейн пришёл к выводу, что эту же статистику можно использовать для атомов и молекул в целом. В 1925 году Эйнштейн опубликовал статью Бозе в немецком переводе, а затем собственную статью, в которой излагал обобщённую модель Бозе, применимую к системам тождественных частиц с целым спином, называемых бозонами. На основании данной квантовой статистики, известной ныне как статистика Бозе — Эйнштейна, оба физика ещё в середине 1920-х годов теоретически обосновали существование пятого агрегатного состояния вещества — конденсата Бозе — Эйнштейна.
Суть «конденсата» Бозе — Эйнштейна состоит в переходе большого числа частиц идеального бозе-газа в состояние с нулевым импульсом при температурах, приближающихся к абсолютному нулю, когда длина волны де Бройля теплового движения частиц и среднее расстояние между этими частицами сводятся к одному порядку. Начиная с 1995 года, когда первый подобный конденсат был получен в университете Колорадо, учёные практически доказали возможность существования конденсатов Бозе — Эйнштейна из водорода, лития, натрия, рубидия и гелия.
Как личность огромного и всеобщего авторитета Эйнштейна постоянно привлекали в эти годы к разного рода политическим акциям, где он выступал за социальную справедливость, за интернационализм и сотрудничество между странами (см. ниже). В 1923 году Эйнштейн участвовал в организации общества культурных связей «Друзья новой России». Неоднократно призывал к разоружению и объединению Европы, к отмене обязательной воинской службы.
В 1928 году Эйнштейн проводил в последний путь Лоренца, с которым очень подружился в его последние годы. Именно Лоренц выдвинул кандидатуру Эйнштейна на Нобелевскую премию в 1920 году и поддержал её в следующем году.
В 1929 году мир шумно отметил 50-летие Эйнштейна. Юбиляр не принял участия в торжествах и скрылся на своей вилле близ Потсдама, где с увлечением выращивал розы. Здесь он принимал друзей — деятелей науки, Рабиндраната Тагора, Эмануила Ласкера, Чарли Чаплина и других.

Эйнштейн в головном уборе индейского вождя (Аризона, 1931)

В 1931 году Эйнштейн снова побывал в США. В Пасадене его очень тепло встретил Майкельсон, которому оставалось жить четыре месяца. Вернувшись летом в Берлин, Эйнштейн в выступлении перед Физическим обществом почтил память замечательного экспериментатора, заложившего первый камень фундамента теории относительности.
В ходе Первой мировой войны и после неё в результате развития антисемитских настроений теории Эйнштейна подвергались постоянным нападкам. Была создана антиэйнштейновская организация. Известно об осуждении одного человека за подстрекательство к убийству Эйнштейна с назначенным штрафом в шесть долларов. Одним из результатов кампании против учёного явилось издание в 1931 году книги «Сто авторов против Эйнштейна», на которое Эйнштейн ответил: «Будь я неправ, хватило бы и одного!». Примерно до 1926 года Эйнштейн работал в очень многих областях физики, от космологических моделей до исследования причин речных извилин. Далее он, за редким исключением, сосредоточивает усилия на квантовых проблемах и единой теории поля.

### Изобретательская деятельность
Эйнштейн, уже будучи всемирно известным физиком-теоретиком, активно занимался конструированием и изобретательством. Вместе с различными соавторами у него было около двадцати патентов. Эйнштейну и Гольдшмидту принадлежит патент на магнитострикционный громкоговоритель. В первом номере советского журнала «Изобретатель» за 1929 год была опубликована статья Эйнштейна «Массы вместо единиц», посвящённая организационным и экономическим аспектам изобретательской деятельности.
В числе других изобретений:
- измеритель очень малых напряжений (совместно с братьями Габихт, Паулем и Конрадом);
- устройство, автоматически определяющее время экспозиции при фотосъёмке[60];
- оригинальный слуховой аппарат;
- бесшумный холодильник (совместно с Силардом)[61];
- гирокомпас[62], в сотрудничестве с Г. Аншютцем.

Также Эйнштейн участвовал в экспертизе при выдаче патентов. Например, известна рецензия Эйнштейна на заявку на изобретение И. Н. Кечеждана (СССР) в 1930 году.

### Интерпретация квантовой механики

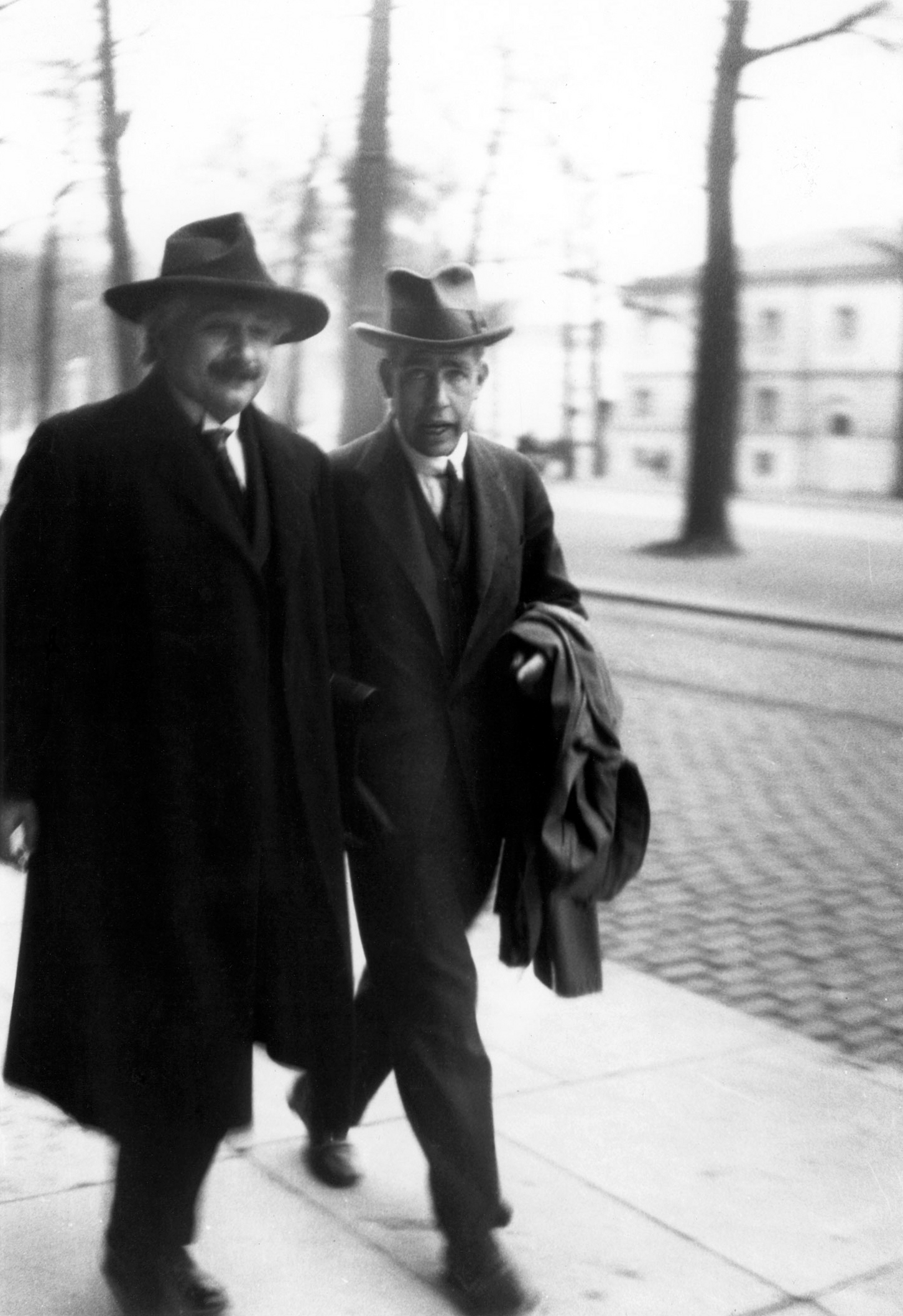
Эйнштейн и Нильс Бор

Рождение квантовой механики происходило при активном участии Эйнштейна. Публикуя свои основополагающие работы, Шрёдингер признал (1926), что на него оказали большое влияние «краткие, но бесконечно дальновидные замечания Эйнштейна».
В 1927 году на Пятом Сольвеевском конгрессе Эйнштейн решительно выступил против «копенгагенской интерпретации» Макса Борна и Нильса Бора, трактующей математическую модель квантовой механики как существенно вероятностную. Эйнштейн заявил, что сторонники этой интерпретации «из нужды делают добродетель», а вероятностный характер свидетельствует лишь о том, что наше знание физической сущности микропроцессов неполно. Он ехидно заметил: «Бог не играет в кости» (нем. Der Herrgott würfelt nicht), на что Нильс Бор возразил: «Эйнштейн, не указывай Богу, что ему делать».
Эйнштейн принимал «копенгагенскую интерпретацию» лишь как временный, незавершённый вариант, который по мере прогресса физики должен быть заменён полной теорией микромира. Он и сам предпринимал попытки создать детерминистическую нелинейную теорию, приближённым следствием которой оказалась бы квантовая механика. В 1933 году Эйнштейн писал:

Подлинная цель моих исследований всегда состояла в том, чтобы добиться упрощения теоретической физики и её объединения в целостную систему. Я сумел удовлетворительно осуществить эту цель для макромира, но не для квантов и структуры атомов. Думаю, что, несмотря на значительные успехи, современная квантовая теория всё ещё далека от удовлетворительного решения последней группы проблем.

В 1947 году он ещё раз сформулировал свою позицию в письме Максу Борну:

Конечно, я понимаю, что принципиально статистическая точка зрения, необходимость которой впервые ясно была осознана тобой, содержит значительную долю истины. Однако я не могу в неё серьёзно верить, потому что эта теория несовместима с основным положением, что физика должна представлять действительность в пространстве и во времени без мистических дальнодействий. В чём я твёрдо убеждён, так это в том, что в конце концов остановятся на теории, в которой закономерно связанными вещами будут не вероятности, но факты.
Эйнштейн вёл полемику на эту тему до конца жизни, хотя мало кто из физиков разделял его точку зрения. Две его статьи содержали описание мысленных экспериментов, которые, по его мнению, наглядно показывали неполноту квантовой механики; наибольший резонанс получил так называемый «Парадокс Эйнштейна — Подольского — Розена» (май 1935). Обсуждение этой важной и интересной проблемы продолжается и в наши дни. Поль Дирак в своей книге «Воспоминания о необычайной эпохе» писал:

Я не исключаю возможности, что в конце концов может оказаться правильной точка зрения Эйнштейна, потому что современный этап развития квантовой теории нельзя рассматривать как окончательный.<…> Современная квантовая механика — величайшее достижение, но вряд ли она будет существовать вечно. Мне кажется весьма вероятным, что когда-нибудь в будущем появится улучшенная квантовая механика, в которой мы вернёмся к причинности, и которая оправдает точку зрения Эйнштейна. Но такой возврат к причинности может стать возможен лишь ценой отказа от какой-нибудь другой фундаментальной идеи, которую сейчас мы безоговорочно принимаем. Если мы собираемся возродить причинность, то нам придётся заплатить за это, и сейчас мы можем лишь гадать, какая идея должна быть принесена в жертву.

### Принстон (1933—1945). Борьба с нацизмом

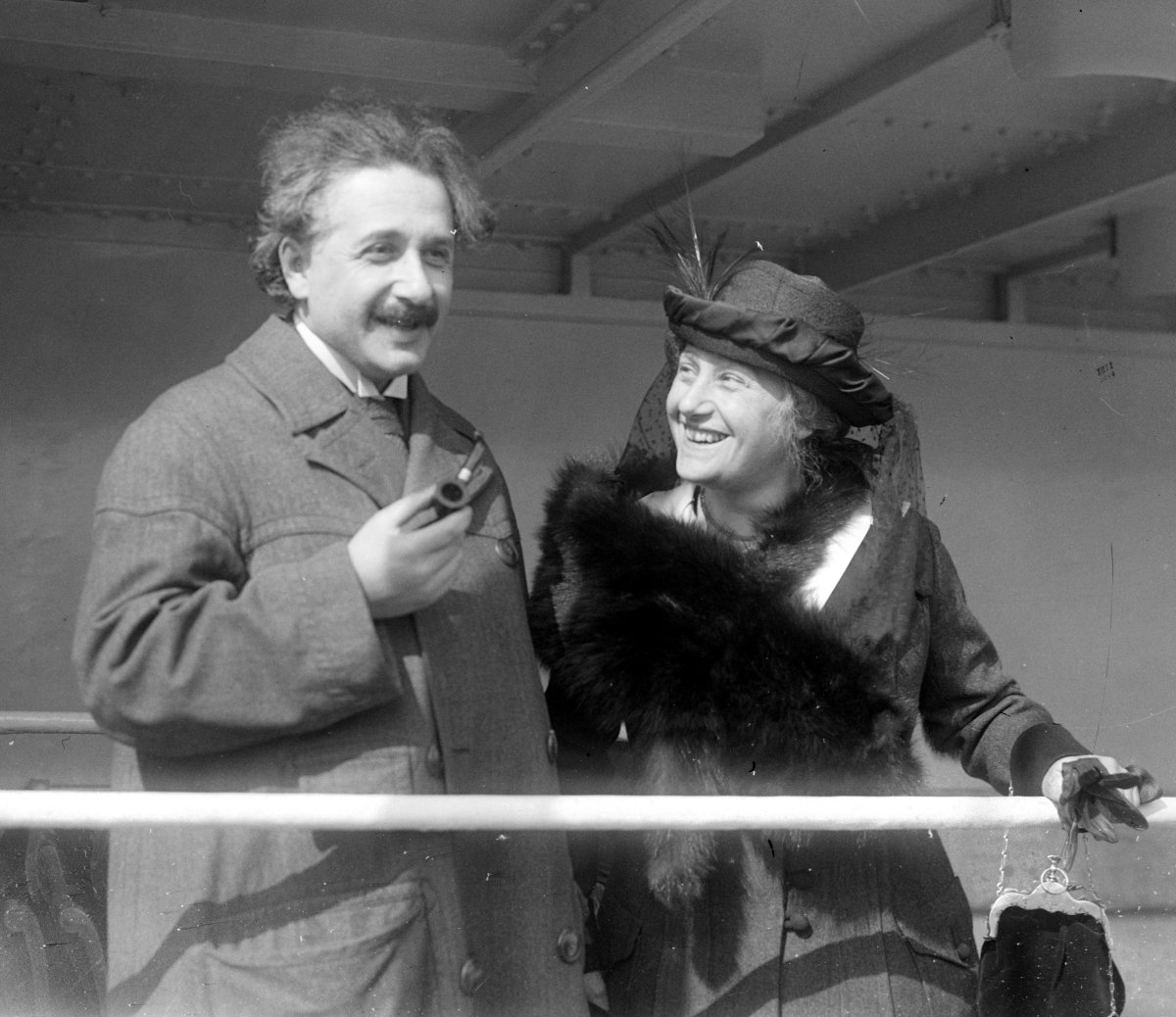
Эйнштейн с женой Эльзой

По мере нарастания экономического кризиса в Веймарской Германии усиливалась политическая нестабильность, содействовавшая усилению радикально-националистических и антисемитских настроений. Участились оскорбления и угрозы в адрес Эйнштейна, в одной из листовок даже предлагалась крупная награда (50 000 марок) за его голову. После прихода к власти нацистов все труды Эйнштейна были либо приписаны «арийским» физикам, либо объявлены искажением истинной науки. Ленард, возглавивший группу «Немецкая физика», провозглашал:
«Наиболее важный пример опасного влияния еврейских кругов на изучение природы представляет Эйнштейн со своими теориями и математической болтовнёй, составленной из старых сведений и произвольных добавок… Мы должны понять, что недостойно немца быть духовным последователем еврея». Во всех научных кругах Германии развернулась бескомпромиссная расовая чистка.
В 1933 году Эйнштейну пришлось покинуть Германию, к которой он был очень привязан, навсегда. Вместе с семьёй он выехал в Соединённые Штаты Америки с гостевыми визами. В скором времени в знак протеста против преступлений нацизма он отказался от немецкого гражданства и членства в Прусской и Баварской академиях наук и прекратил общение с оставшимися в Германии учёными — в частности, с Максом Планком, патриотизм которого задевали резкие антинацистские заявления Эйнштейна.

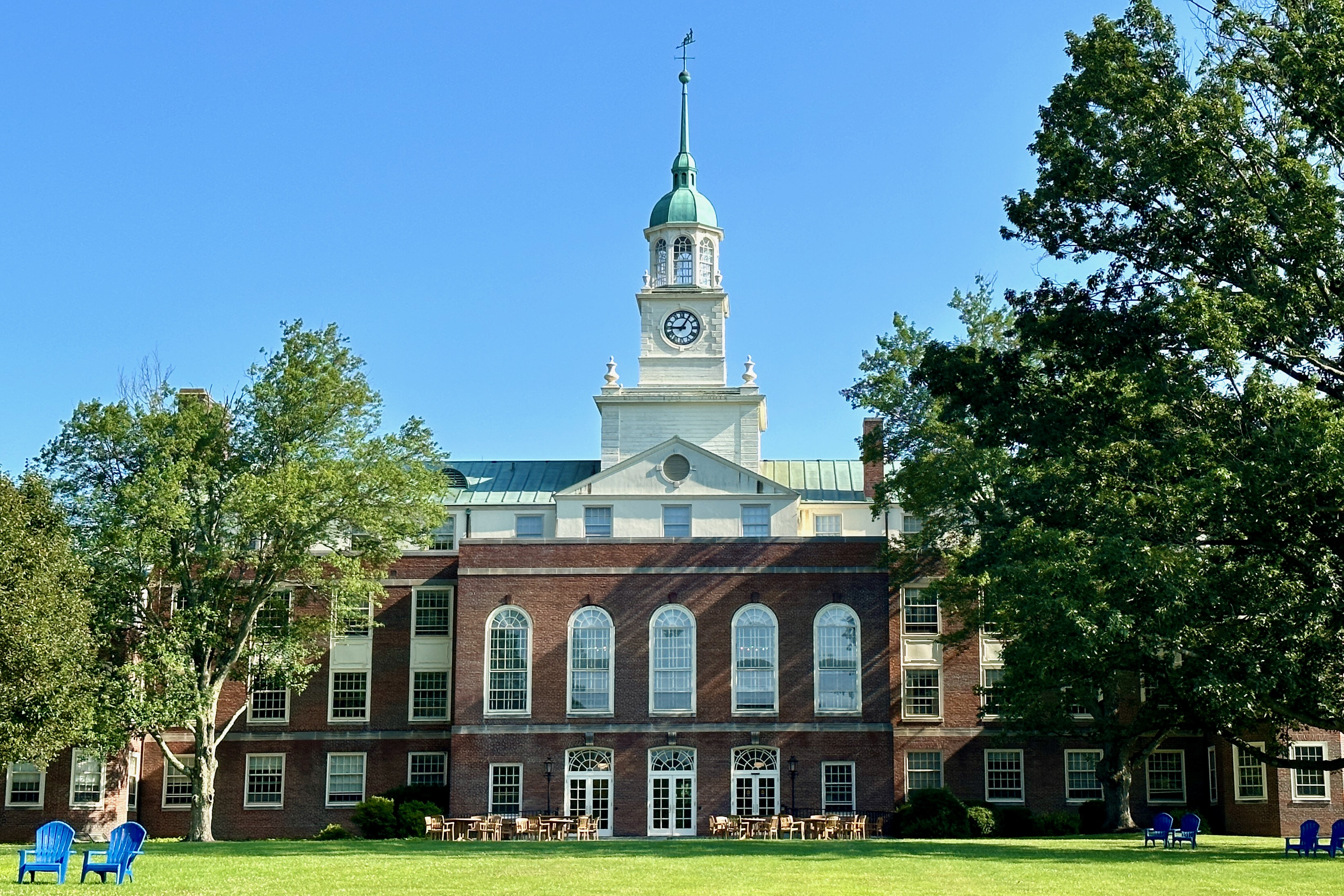
Принстон, главное здание Института перспективных исследований (Fuld Hall)

После переезда в США Альберт Эйнштейн получил должность профессора физики в недавно созданном Институте перспективных исследований (Принстон, штат Нью-Джерси).

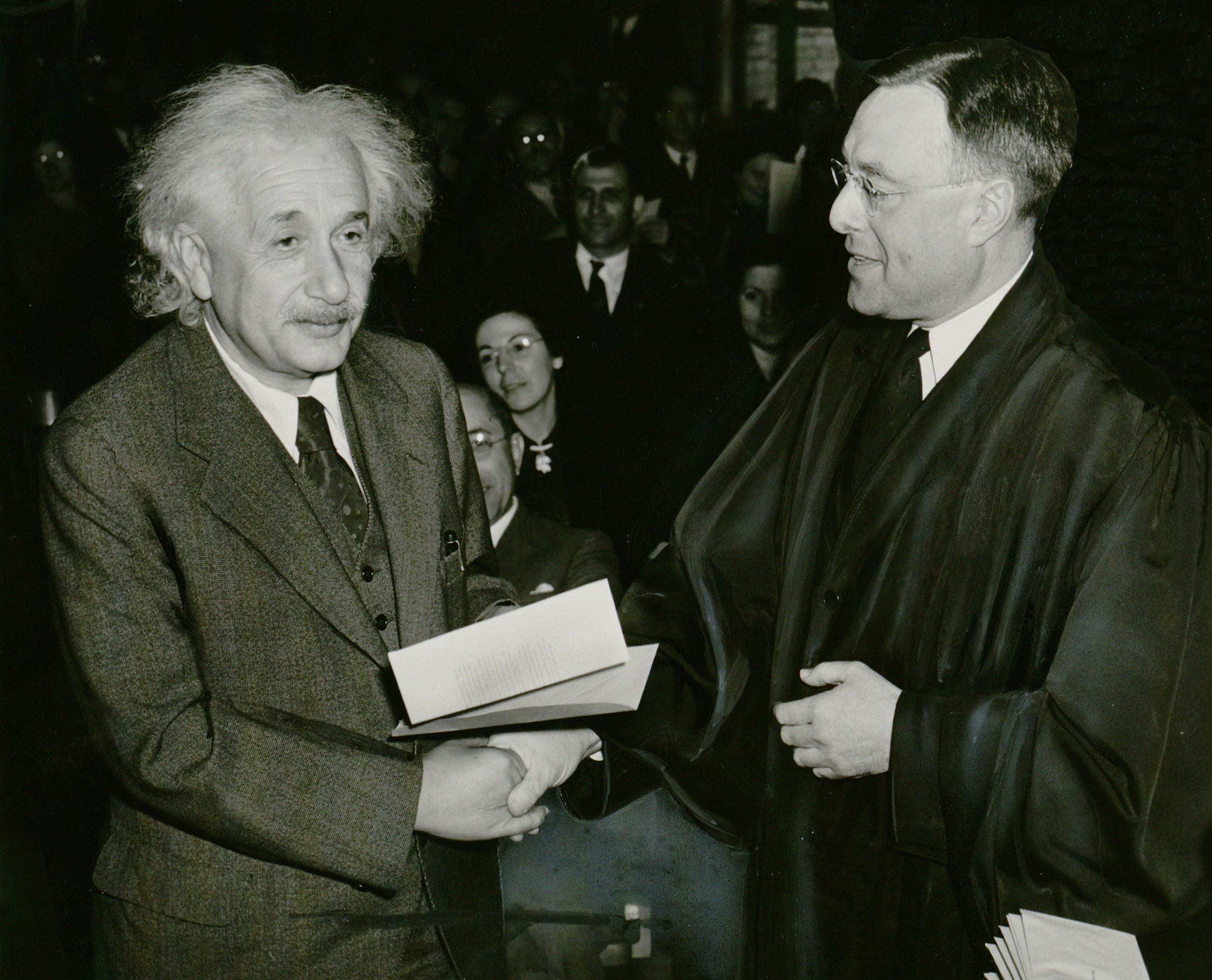
Эйнштейн получает сертификат об американском гражданстве (1940)

В США Эйнштейн мгновенно превратился в одного из самых известных и уважаемых людей страны, получив репутацию гениальнейшего учёного в истории, а также олицетворения образа «рассеянного профессора» и интеллектуальных возможностей человека вообще. В январе следующего, 1934 года он был приглашён в Белый дом к президенту Франклину Рузвельту, имел с ним сердечную беседу и даже провёл там ночь. Ежедневно Эйнштейн получал сотни писем разнообразного содержания, на которые (даже на детские) старался ответить. Будучи естествоиспытателем с мировым именем, он оставался доступным, скромным, нетребовательным и приветливым человеком.
В декабре 1936 года от болезни сердца умерла вторая жена Эйнштейна, Эльза; тремя месяцами ранее в Цюрихе скончался Марсель Гроссман. Одиночество Эйнштейна скрашивали сестра Майя, падчерица Марго (дочь Эльзы от первого брака), секретарь Эллен Дюкас, кот Тигр и белый терьер Чико. К удивлению американцев, Эйнштейн так и не обзавёлся автомобилем и телевизором. Майя после инсульта в 1946 году была частично парализована, и каждый вечер Эйнштейн читал книги своей любимой сестре.

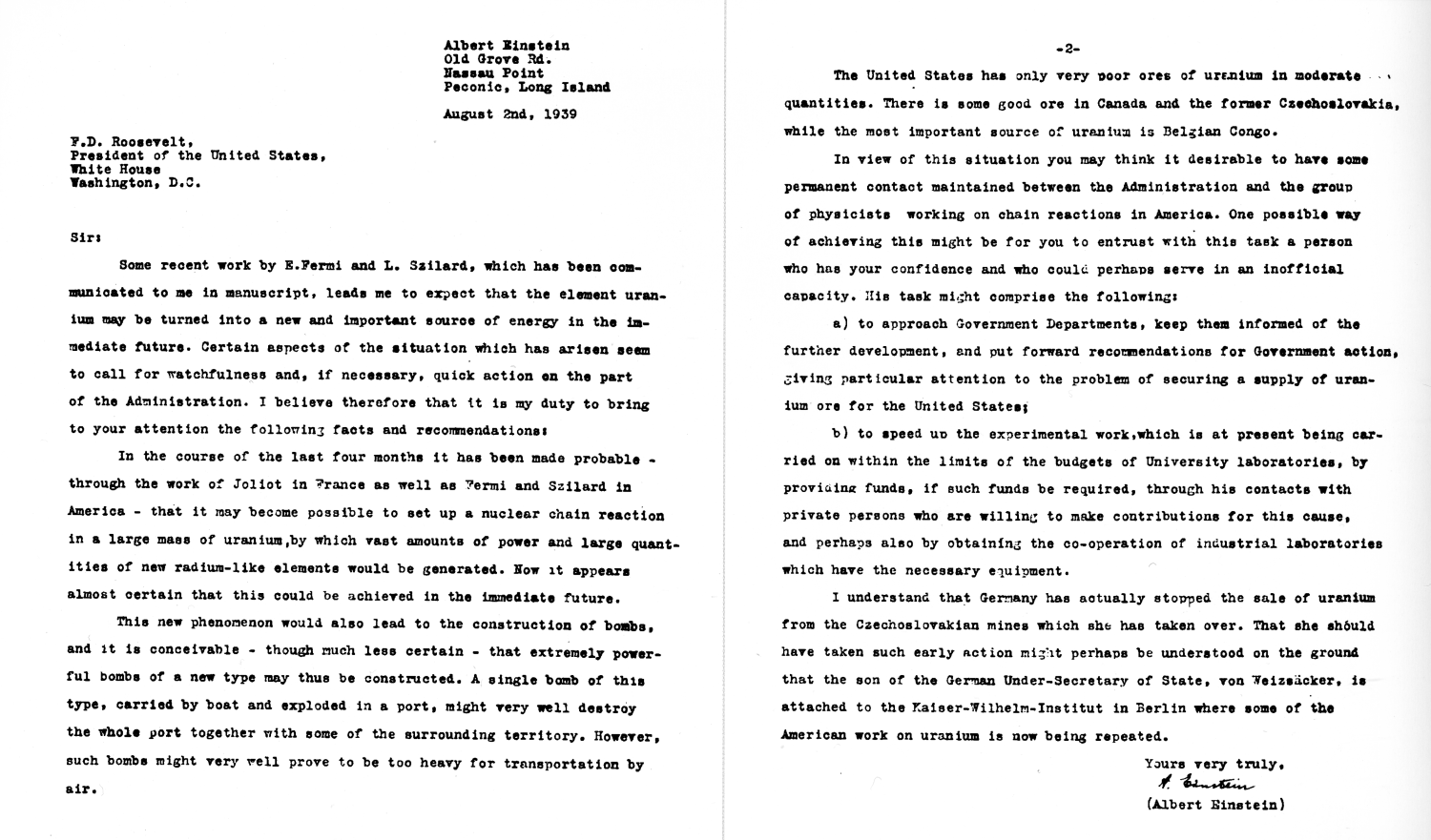
Письмо Рузвельту

В августе 1939 года Эйнштейн подписался под письмом, написанным по инициативе физика-эмигранта из Венгрии Лео Силарда на имя президента США Франклина Делано Рузвельта. Письмо обращало внимание президента на возможность того, что нацистская Германия способна создать атомную бомбу. После нескольких месяцев размышлений Рузвельт решил серьёзно отнестись к этой угрозе и в 1941 году открыл собственный проект по созданию атомного оружия. Сам Эйнштейн в этих работах участия не принимал. Позже он сожалел о подписанном им письме. Весной 1945 года Эйнштейн отправил, опять-таки по инициативе Силарда, письмо к Рузвельту об опасности гонки ядерных вооружений. Рузвельт умер до того как получил письмо. Первое испытание супербомбы состоялось на полигоне Лос-Аламос в Нью-Мексико 16 июля 1945 года, а 6 августа 1945 года Хиросима была подвергнута ядерной бомбардировке американской авиацией.
После разгрома нацистской Германии Эйнштейн, вместе с другими учеными, призывал президента Гарри Трумэна не применять атомную бомбу против Японии, хотя понимал, что для нового руководителя США ядерная энергия служит средством устрашения. В дальнейшем он критиковал разработку ядерного оружия, его применение в Японии и испытания на атолле Бикини (1954), а свою причастность к ускорению работ над американской ядерной программой считал величайшей трагедией своей жизни. Широкую известность получили его афоризмы: «Мы выиграли войну, но не мир»; «Если третья мировая война будет вестись атомными бомбами, то четвёртая — камнями и палками».
Во время войны Эйнштейн консультировал Военно-морские силы США и способствовал решению различных технических проблем.

### Принстон (1945—1955). Борьба за мир. Единая теория поля

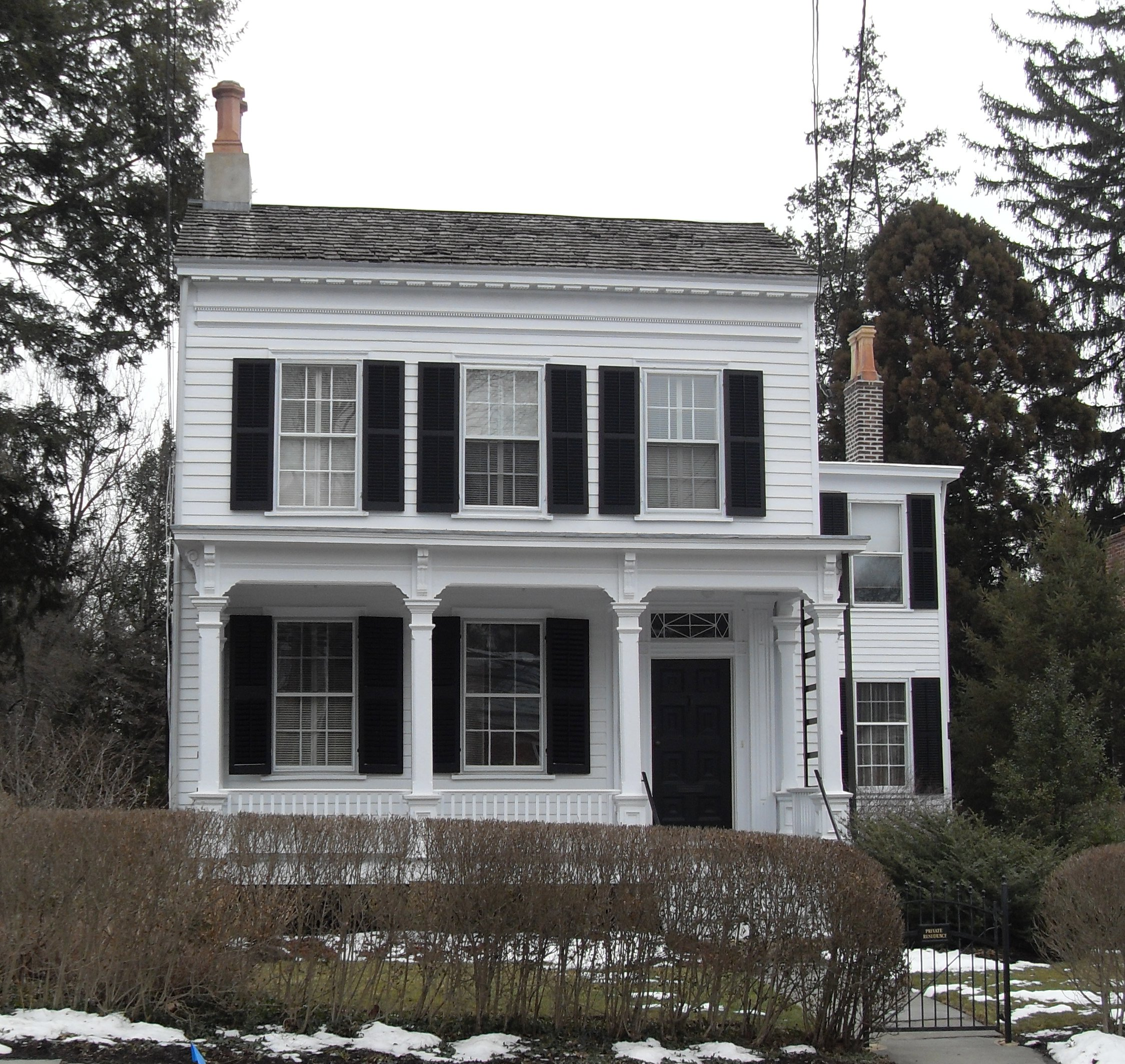
Дом Эйнштейна в Принстоне

В послевоенные годы Эйнштейн стал одним из основателей Чрезвычайного комитета ученых-ядерщиков и Пагуошского движения учёных за мир. Хотя его первая конференция проводилась уже после смерти Эйнштейна (1957), инициатива создания такого движения была выражена в получившем широкую известность Манифесте Рассела — Эйнштейна (написанном совместно с Бертраном Расселом), предупреждавшем также об опасности создания и применения водородной бомбы. В рамках этого движения Эйнштейн, бывший его председателем, совместно с Альбертом Швейцером, Бертраном Расселом, Фредериком Жолио-Кюри и другими всемирно известными деятелями науки вёл борьбу против гонки вооружений, создания ядерного и термоядерного оружия.
В сентябре 1947 года в открытом письме делегациям государств-членов ООН он предлагал реорганизовать Генеральную ассамблею ООН, превратив её в непрерывно работающий мировой парламент, обладающий более широкими полномочиями, чем Совет Безопасности, который (по мнению Эйнштейна) парализован в своих действиях из-за права вето, на что в ноябре 1947 года крупнейшие советские учёные (С. И. Вавилов, А. Ф. Иоффе, Н. Н. Семёнов, А. Н. Фрумкин) в открытом письме высказали несогласие с позицией А. Эйнштейна (1947). В ответном письме советским учёным Эйнштейн разъяснил свою позицию: понимание пороков и преимуществ капитализма и социализма; опасность фанатической нетерпимости сторонников этих систем друг к другу; опасность взаимного уничтожения человечества в ходе войны между двумя системами.

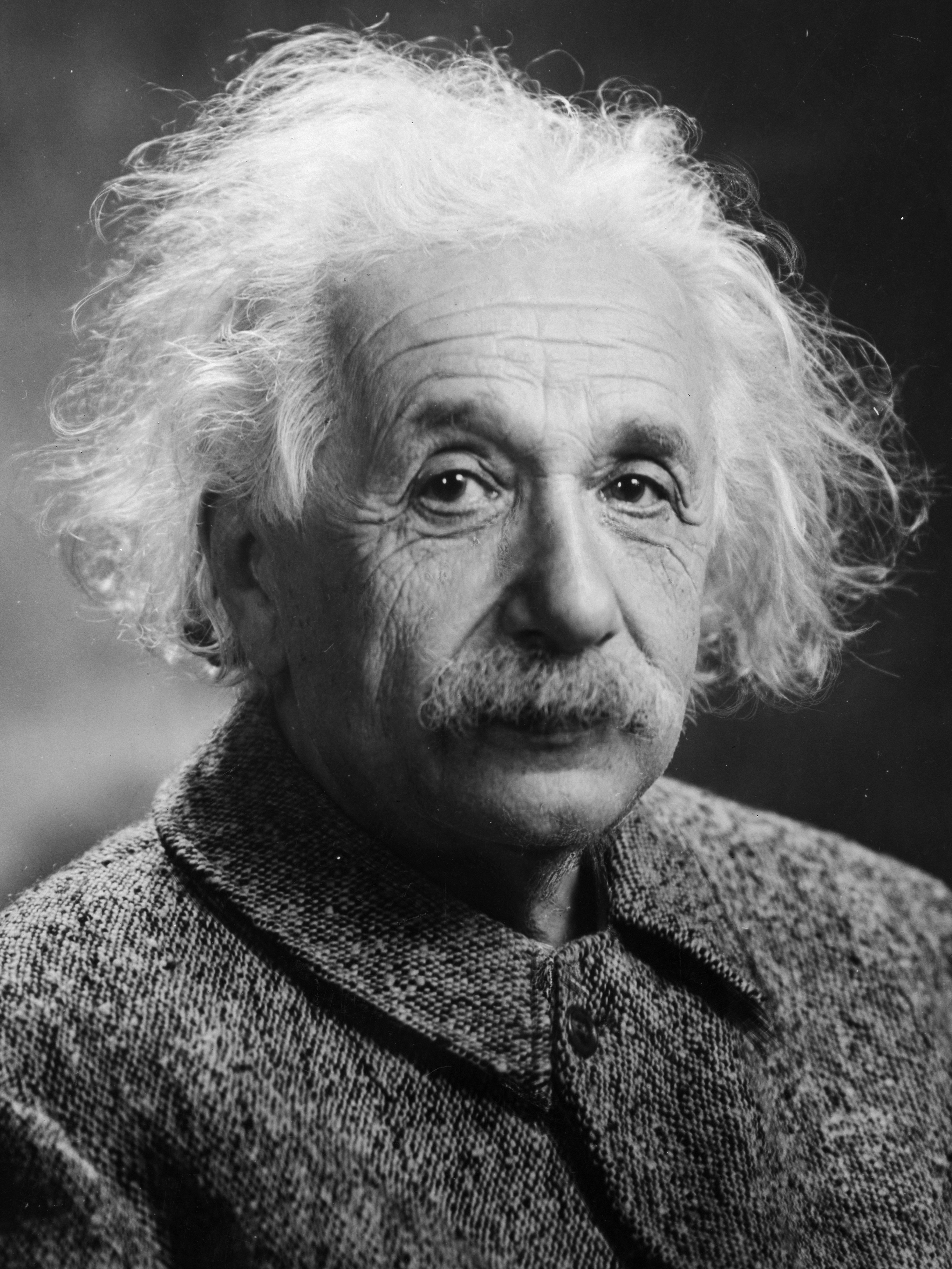
В 1947 году

До конца жизни Эйнштейн продолжал работу над исследованием проблем космологии, но главные усилия он направил на создание единой теории поля. Ему помогали в этом профессиональные математики, в том числе (в Принстоне) Джон Кемени. Формально некоторые успехи в этом направлении были — он разработал даже две версии единой теории поля. Обе модели были математически изящны, из них вытекала не только общая теория относительности, но и вся электродинамика Максвелла, однако они не давали никаких новых физических следствий. А чистая математика, в отрыве от физики, Эйнштейна никогда не интересовала, и он забраковал обе модели.
Сначала (1929) Эйнштейн пытался развить идеи Калуцы и Клейна о том, что мир имеет пять измерений, причём пятое имеет микроразмеры и поэтому невидимо. Получить с её помощью новые физически интересные результаты не удалось, и многомерная теория была вскоре оставлена (чтобы позже возродиться в теории суперструн). Вторая версия Единой теории (1950) основывалась на предположении, что пространство-время имеет не только кривизну, но и кручение; она тоже органично включала ОТО и теорию Максвелла, однако найти окончательную редакцию уравнений, которая описывала бы не только макромир, но и микромир, так и не удалось. А без этого теория оставалась не более чем математической надстройкой над зданием, которое в этой надстройке совершенно не нуждалось.
Вейль вспоминал, что Эйнштейн как-то сказал ему:
«Умозрительно, без руководящего наглядного физического принципа, физику нельзя конструировать».

### Последние годы жизни. Смерть
В 1955 году здоровье Эйнштейна резко ухудшилось. Он написал завещание и сказал друзьям: «Свою задачу на Земле я выполнил». Последним его трудом стало незаконченное воззвание с призывом предотвратить ядерную войну.
В это время Эйнштейна посетил историк Бернард Коэн, который вспоминал:

Я знал, что Эйнштейн — большой человек и великий физик, но я не имел представления о теплоте его дружелюбной натуры, о его доброте и большом чувстве юмора. Во время нашей беседы не чувствовалось, что смерть близка. Ум Эйнштейна оставался живым, он был остроумен и казался очень весёлым.

Падчерица Марго вспоминала о последней встрече с Эйнштейном в больнице:

Он говорил с глубоким спокойствием, о врачах даже с лёгким юмором, и ждал своей кончины, как предстоящего «явления природы». Насколько бесстрашным он был при жизни, настолько тихим и умиротворённым он встретил смерть. Без всякой сентиментальности и без сожалений он покинул этот мир.

Альберт Эйнштейн умер в Принстоне, в понедельник 18 апреля 1955 года в 1 час 25 минут на 77-м году жизни; причиной смерти стала аневризма аорты. Перед смертью он произнёс несколько слов по-немецки, но американская медсестра не смогла их потом воспроизвести. Не воспринимая никаких форм культа личности, он запретил пышное погребение с громкими церемониями, для чего пожелал, чтобы место и время захоронения не разглашались. 19 апреля 1955 года без широкой огласки состоялись похороны великого учёного, на которых присутствовало всего 12 самых близких друзей. Его тело было сожжено в крематории Юинг-Семетери (Ewing Cemetery), а пепел развеян по ветру.

## Семья
6 января 1903 года Эйнштейн женился на двадцатисемилетней Милеве Марич. В феврале 1919 года они официально развелись.
- У них родились трое детей. Первой, ещё до брака, родилась дочь Лизерль (1902), но выяснить её судьбу биографам не удалось. Вероятнее всего, она умерла во младенчестве — в последнем из сохранившихся писем Эйнштейна, где она упоминается (сентябрь 1903), речь идёт о неких осложнениях после скарлатины[88][89].
- Старший сын — Ганс Альберт (1904—1973) в 1938 году эмигрировал вслед за отцом в США; впоследствии он стал признанным специалистом по гидравлике и профессором Калифорнийского университета (1947).
- Младший сын Эйнштейна, Эдуард (1910—1965), около 1930 года заболел тяжёлой формой шизофрении и закончил свои дни в цюрихской психиатрической лечебнице.

В июне 1919 года Эйнштейн женился на своей двоюродной сестре со стороны матери Эльзе Лёвенталь (урождённой Эйнштейн) и удочерил двух её детей. В конце года к ним переехала его тяжелобольная мать Паулина; она скончалась в феврале 1920 года. Судя по письмам, Эйнштейн тяжело переживал её смерть.

Двоюродная сестра Эйнштейна, Лина, погибла в Освенциме, другая сестра, Берта Дрейфус, умерла в концлагере Терезиенштадт.

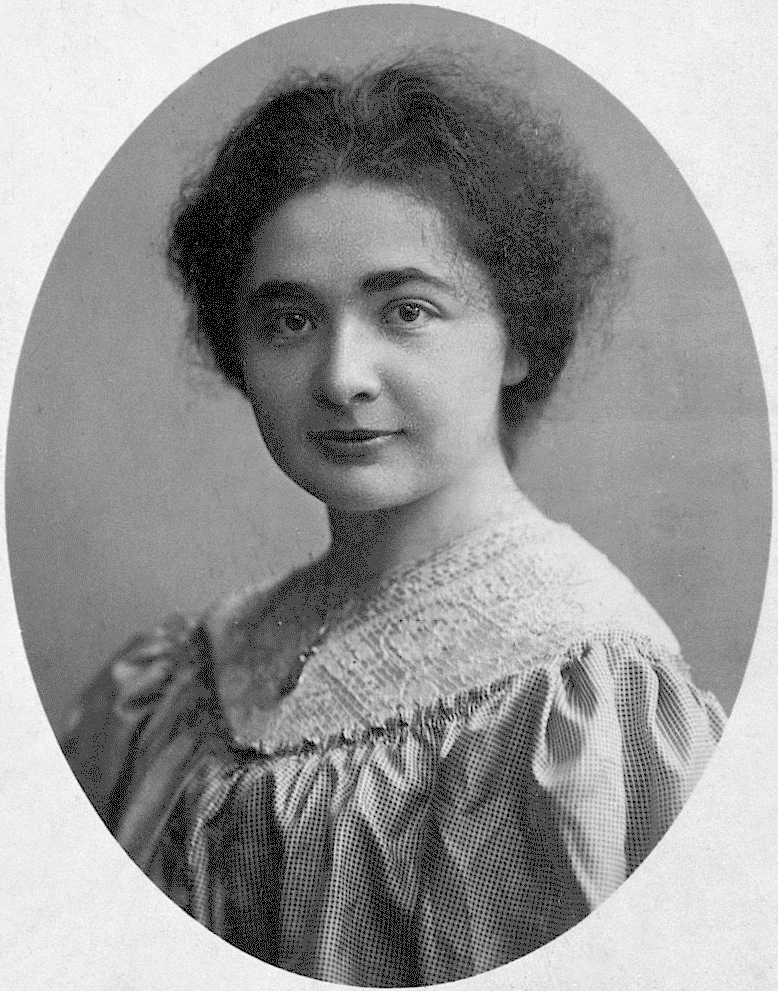
Майя, сестра (ок. 1900)
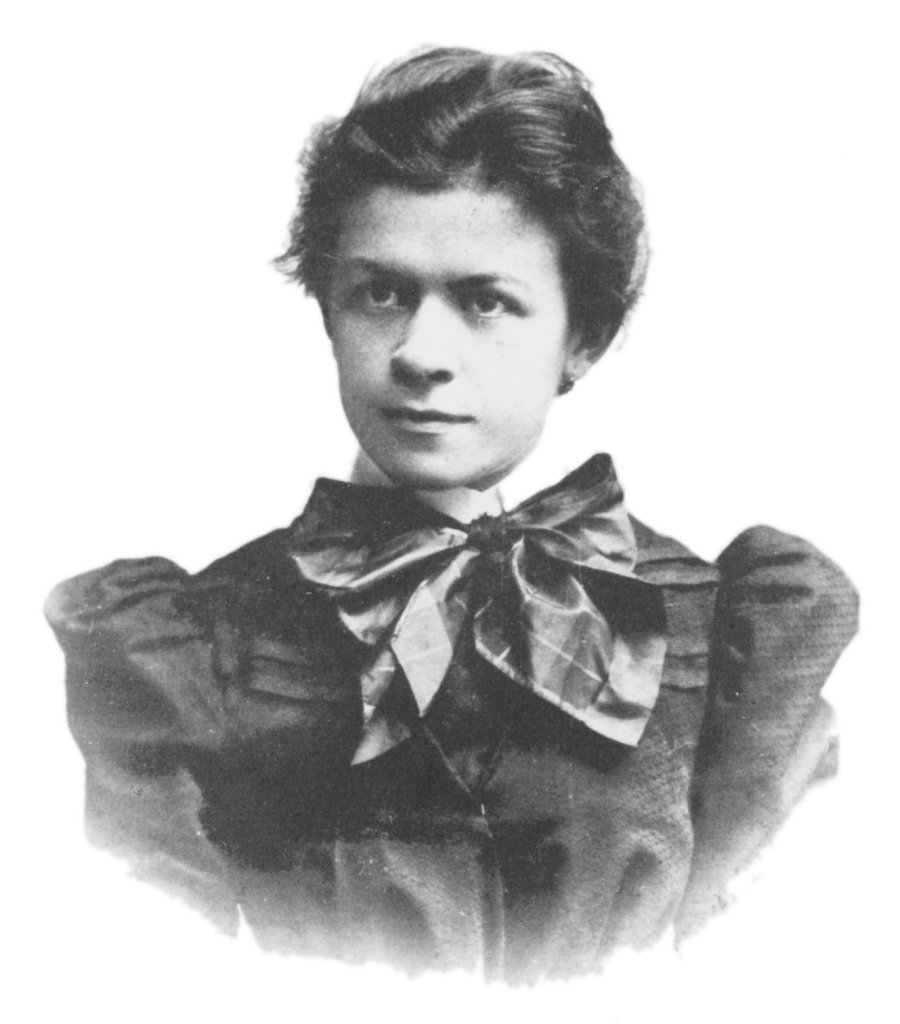
Милева, первая жена (1896)
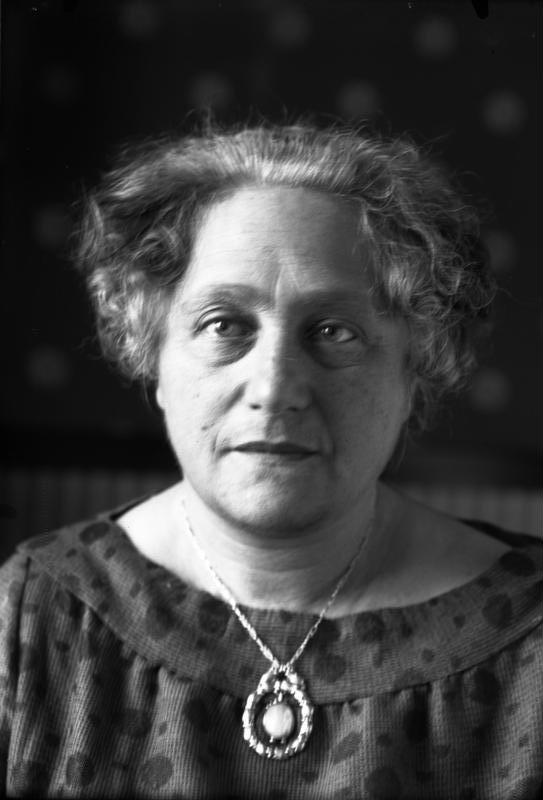
Эльза, вторая жена (1929)
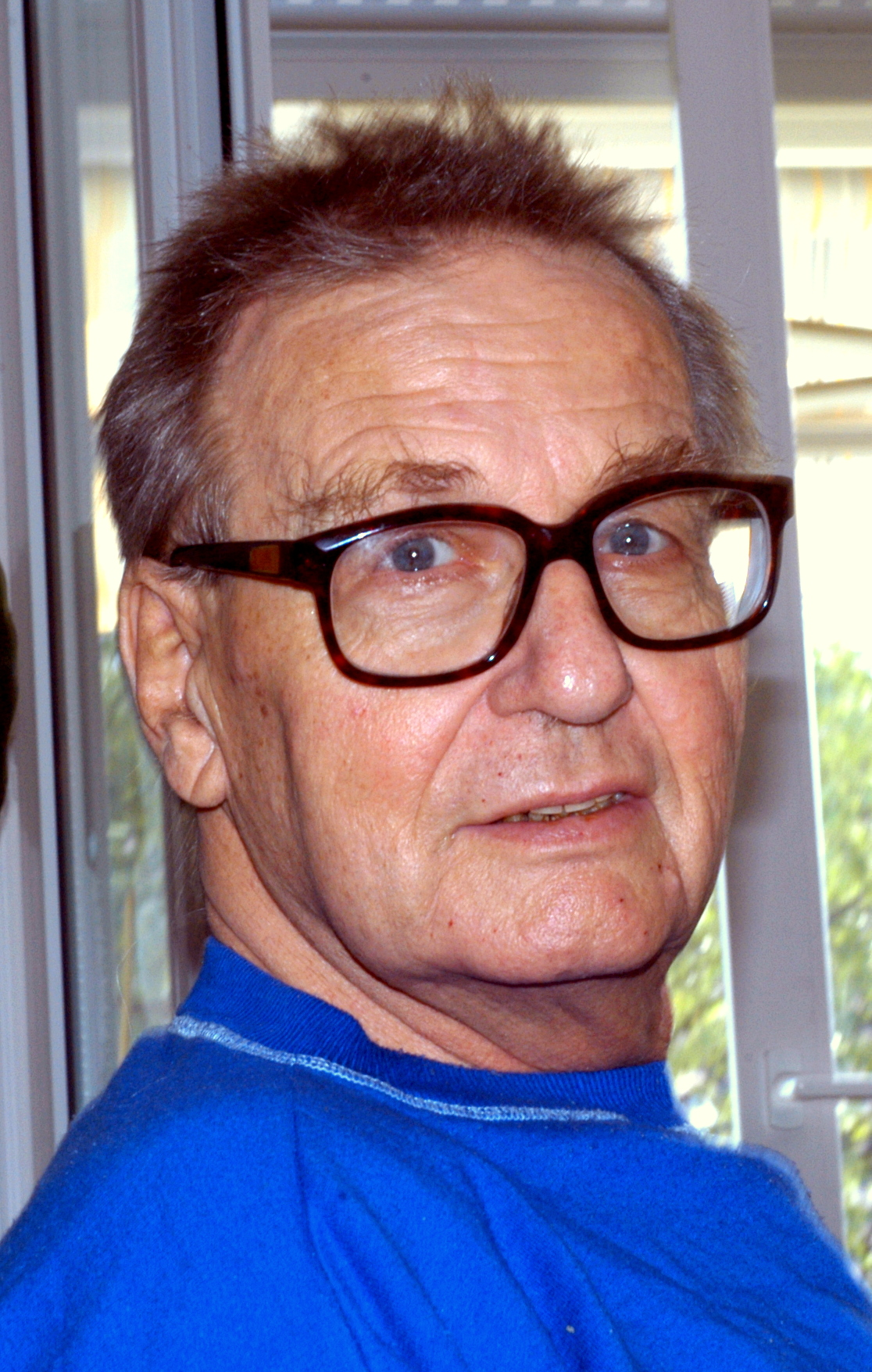
Бернард, единственный внук (2003)

- Генеалогическое древо семьи Эйнштейн
- Герман Эйнштейн[англ.]
- Паулина Эйнштейн (Кох)[англ.]
- Майя Эйнштейн[англ.]
- Милева Марич
- Эльза Эйнштейн
- Ганс Альберт Эйнштейн
- Эдуард Эйнштейн[англ.]
- Лизерль Эйнштейн[англ.]
- Бернард Сизер Эйнштейн

## Личная позиция

### Человеческие качества
Близкие знакомые описывают Эйнштейна как человека общительного, дружелюбного, жизнерадостного, отмечают его доброту, готовность помочь в любую минуту, полное отсутствие снобизма, покоряющее человеческое обаяние. Часто отмечается его превосходное чувство юмора. Когда Эйнштейна спрашивали, где находится его лаборатория, он, улыбаясь, показывал авторучку.
Эйнштейн страстно любил музыку, особенно сочинения XVIII века. В разные годы среди предпочитаемых им композиторов были Бах, Моцарт, Шуман, Гайдн и Шуберт, а в последние годы — Брамс. Хорошо играл на скрипке, с которой нигде не расставался. Из художественной литературы с восхищением отзывался о прозе Льва Толстого, Достоевского, Диккенса, пьесах Брехта. Увлекался также филателией, садоводством, плаванием на яхте (даже написал статью о теории управления яхтой). В частной жизни был неприхотлив, в конце жизни неизменно появлялся в любимом тёплом свитере.
Несмотря на свой колоссальный научный авторитет, он не страдал излишним самомнением, охотно допускал, что может ошибаться, и если это случалось, публично признавал своё заблуждение. Так произошло, например, в 1922 году, когда он раскритиковал статью Александра Фридмана, предсказавшего расширение Вселенной. Получив затем письмо от Фридмана с разъяснением спорных деталей, Эйнштейн в том же журнале сообщил, что был неправ, а результаты Фридмана ценны и «проливают новый свет» на возможные модели космологической динамики.
Несправедливость, угнетение, ложь всегда вызывали его гневную реакцию. Из письма сестре Майе (1935):
| Кажется, люди утратили стремление к справедливости и достоинству, перестали уважать то, что ценою огромных жертв сумели завоевать прежние, лучшие поколения… В конечном счёте основой всех человеческих ценностей служит нравственность. Ясное осознание этого в примитивную эпоху свидетельствует о беспримерном величии Моисея. Какой контраст с нынешними людьми! |

Самым ненавистным словом в немецком языке для него было Zwang — насилие, принуждение.
Лечащий врач Эйнштейна, Густав Букки, рассказывал, что Эйнштейн терпеть не мог позировать художнику, но стоило тому признаться, что рассчитывает благодаря его портрету выбраться из нужды, как Эйнштейн тут же соглашался и терпеливо высиживал перед ним долгие часы.
В конце жизни Эйнштейн кратко сформулировал свою систему ценностей: «Идеалами, освещавшими мой путь и сообщавшими мне смелость и мужество, были добро, красота и истина».

### Политические убеждения

#### Социализм
Альберт Эйнштейн был убеждённым демократическим социалистом, гуманистом, пацифистом и антифашистом. Авторитет Эйнштейна, достигнутый благодаря его революционным открытиям в физике, позволял учёному активно влиять на общественно-политические преобразования в мире.
В эссе под названием «Почему социализм?» («Why Socialism?»), изданном в качестве статьи в крупнейшем марксистском журнале США «Monthly Review», Альберт Эйнштейн изложил своё ви́дение социалистических преобразований. В частности, учёный обосновал нежизнеспособность экономической анархии капиталистических отношений, являющихся причиной социальной несправедливости, а главным пороком капитализма называл «пренебрежение человеческой личностью». Осуждая отчуждение человека при капитализме, стремление к наживе и приобретательству, Эйнштейн отмечал, что демократическое общество само по себе не может ограничить своеволие капиталистической олигархии, и обеспечение прав человека становится возможным только в условиях плановой экономики. Статья была написана по приглашению экономиста-марксиста Пола Суизи в разгар маккартистской «охоты на ведьм» и выражала гражданскую позицию учёного.
Из-за своей «левизны» учёный часто подвергался нападкам со стороны правоконсервативных кругов в США. Ещё в 1932 году американская «Женская патриотическая корпорация» потребовала не пускать Эйнштейна в США, так как он известный смутьян и друг коммунистов. Визу всё же выдали, а Эйнштейн огорчённо написал в газете: «Никогда ещё я не получал от прекрасного пола такого энергичного отказа, а если и получал, то не от стольких сразу». Во время разгула маккартизма ФБР располагало личным делом «неблагонадёжного» Эйнштейна, состоявшим из 1427 страниц. В частности, он обвинялся в том, что «проповедует доктрину, направленную на установление анархии». Архивы ФБР также свидетельствуют о том, что физик был объектом пристального внимания со стороны спецслужб, поскольку на протяжении 1937—1955 годов Эйнштейн «состоял или был спонсором и почётным членом в 34 коммунистических фронтах», являлся почётным председателем трёх подобных организаций, и среди его близких друзей были лица, «сочувствующие коммунистической идеологии».

#### Отношение к СССР
Эйнштейн выступал за построение демократического социализма, который соединил бы социальную защиту населения и планирование экономики с демократическим режимом и уважением к правам человека. О Ленине он писал в 1929 году: «Я уважаю в Ленине человека, который всю свою силу с полным самопожертвованием своей личности использовал для осуществления социальной справедливости. Его метод кажется мне нецелесообразным. Но одно несомненно: люди, подобные ему, являются хранителями и обновителями совести человечества».
Эйнштейн не одобрял тоталитарные методы построения социалистического общества, наблюдавшиеся в СССР. В интервью 1933 года Эйнштейн объяснил, почему ни разу не принял приглашения приехать в СССР: он против любой диктатуры, «порабощающей личность с помощью террора и насилия, проявляются ли они под флагом фашизма или коммунизма». В 1938 году Эйнштейн написал Сталину и другим руководителям СССР несколько писем, в которых просил гуманно отнестись к репрессированным в СССР иностранным физикам-эмигрантам. В частности, Эйнштейн беспокоился о судьбе Фрица Нётера, брата Эмми Нётер, который надеялся найти в СССР убежище, но в 1937 году был арестован и вскоре (в сентябре 1941 года) расстрелян. В беседе 1936 года Эйнштейн назвал Сталина политическим гангстером. В письме советским учёным (1948) Эйнштейн указал на такие негативные черты советского строя, как всемогущество бюрократии, тенденцию превратить советскую власть в «своего рода церковь и клеймить как предателей и мерзких злодеев всех, кто к ней не принадлежит». При этом Эйнштейн всегда оставался сторонником сближения и сотрудничества западных демократий и социалистического лагеря.

#### Пацифизм
В обоснование своей антивоенной позиции Эйнштейн писал:

Мой пацифизм — это инстинктивное чувство, которое владеет мной потому, что убийство человека отвратительно. Моё отношение исходит не из какой-либо умозрительной теории, а основано на глубочайшей антипатии к любому виду жестокости и ненависти.
Он отвергал национализм в любых его проявлениях и называл его «корью человечества». В 1932 году, чтобы не допустить победы нацистов на выборах, поставил свою подпись под воззванием Интернационального социалистического союза борьбы с призывом к единому рабочему фронту Социал-демократической и Коммунистической партий.
В годы Второй мировой войны Эйнштейн, временно отказавшись от своего принципиального пацифизма, принимал активное участие в борьбе с фашизмом. После войны Эйнштейн поддерживал ненасильственные средства борьбы за права народных масс, особо отмечая заслуги Махатмы Ганди: «Я считаю воззрения Ганди наиболее выдающимися из всех политиков — наших современников. Мы должны стараться совершать поступки в этом духе: не использовать насилие для борьбы за наши права».
Вместе с Джулианом Хаксли, Томасом Манном и Джоном Дьюи входил в консультативный совет Первого гуманистического общества Нью-Йорка (First Humanist Society of New York).

#### Борьба за права человека
Будучи противником колониализма и империализма, Альберт Эйнштейн, наряду с Анри Барбюсом и Джавахарлалом Неру, участвовал в Брюссельском конгрессе Антиимпериалистической лиги (1927). Он активно содействовал борьбе негритянского населения США за гражданские права, будучи на протяжении двух десятилетий близким другом известного и в СССР темнокожего певца и актёра Поля Робсона. Узнав, что престарелый Уильям Дюбуа объявлен «коммунистическим шпионом», Эйнштейн потребовал вызвать его в качестве свидетеля защиты, и дело вскоре было закрыто. Решительно осудил «дело Оппенгеймера», которого в 1953 году обвинили в «коммунистических симпатиях» и отстранили от секретных работ.
В 1946 году Эйнштейн был в числе активистов, сотрудничавших в деле открытия светского еврейского университета на базе Миддлсекского университета, однако, когда его предложение назначить президентом вуза британского экономиста-лейбориста Гарольда Ласки было отвергнуто (как человека, якобы «чуждого американским принципам демократии»), физик отозвал свою поддержку и позже, когда заведение было открыто в качестве университета Луиса Брандейса, отказался от почётной степени в нём.

#### Сионизм

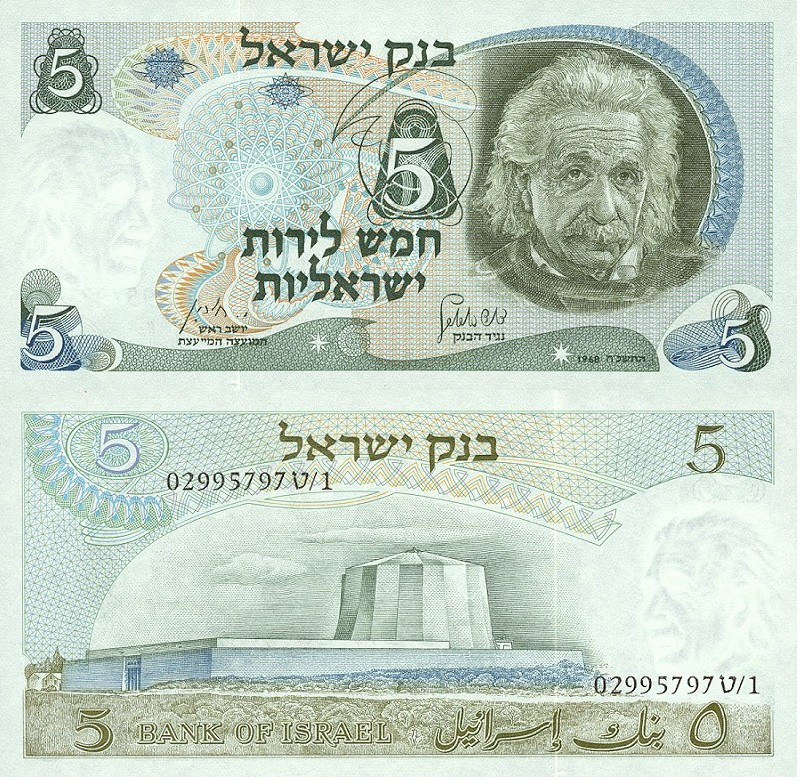
Израильская банкнота достоинством 5 лир (1968) с портретом Эйнштейна

Встревоженный быстрым ростом антисемитизма в Германии, Эйнштейн поддержал призыв сионистского движения создать еврейский национальный очаг в Палестине и выступил на эту тему с рядом статей и речей. Особенно активное содействие с его стороны получила идея открыть Еврейский университет в Иерусалиме (1925). Он пояснил свою позицию:

Вплоть до недавнего времени я жил в Швейцарии, и пока был там, я не сознавал своего еврейства…

Когда я приехал в Германию, я впервые узнал, что я еврей, причём сделать это открытие помогли мне больше неевреи, чем евреи… Тогда я понял, что лишь совместное дело, которое будет дорого всем евреям в мире, может привести к возрождению народа…

Если бы нам не приходилось жить среди нетерпимых, бездушных и жестоких людей, я бы первый отверг национализм в пользу универсальной человечности.

Последовательный интернационалист, он выступал в защиту прав всех угнетённых народов — евреев, индийцев, афроамериканцев и др. Хотя изначально он считал, что еврейский очаг может обойтись без отдельного государства, границ и армии, в 1947 году Эйнштейн приветствовал создание государства Израиль, надеясь на двухнациональное арабско-еврейское решение Палестинской проблемы. Он писал Паулю Эренфесту в 1921 году: «Сионизм являет собою поистине новый еврейский идеал и может вернуть еврейскому народу радость существования». Уже после Холокоста он заметил: «Сионизм не защитил германское еврейство от уничтожения. Но тем, кто выжил, сионизм дал внутренние силы перенести бедствие с достоинством, не утратив здорового самоуважения». В 1952 году к Эйнштейну поступило предложение от тогдашнего премьер-министра Давида Бен-Гуриона стать вторым президентом Израиля, от которого учёный вежливо отказался, сославшись на отсутствие опыта и способностей к работе с людьми. Все свои письма и рукописи (и даже права на коммерческое использование своего образа и имени) Эйнштейн завещал Еврейскому университету в Иерусалиме.

### Философия
Эйнштейн всегда интересовался философией науки и оставил ряд глубоких исследований на эту тему. Юбилейный сборник 1949 года к его 70-летию назывался (надо полагать, с его ведома и согласия) «Альберт Эйнштейн. Философ-учёный». Наиболее близким к себе по мировосприятию философом Эйнштейн считал Спинозу. Рационализм у них обоих был всеохватывающим и распространялся не только на сферу науки, но также на этику и другие аспекты человеческой жизни: гуманизм, интернационализм, свободолюбие и др. хороши не только сами по себе, но и потому, что они наиболее разумны. Законы природы объективно существуют, и они постижимы по той причине, что они образуют мировую гармонию, разумную и эстетически привлекательную одновременно. В этом главная причина неприятия Эйнштейном «копенгагенской интерпретации» квантовой механики, которая, по его мнению, вносила в картину мира иррациональный элемент, хаотическую дисгармонию.
В книге «Эволюция физики» Эйнштейн писал:
С помощью физических теорий мы пытаемся найти себе путь сквозь лабиринт наблюдаемых фактов, упорядочить и постичь мир наших чувственных восприятий. Мы желаем, чтобы наблюдаемые факты логически следовали из нашего понятия реальности. Без веры в то, что возможно охватить реальность нашими теоретическими построениями, без веры во внутреннюю гармонию нашего мира, не могло бы быть никакой науки. Эта вера есть и всегда останется основным мотивом всякого научного творчества. Во всех наших усилиях, во всякой драматической борьбе между старым и новым мы узнаём вечное стремление к познанию, непоколебимую веру в гармонию нашего мира, постоянно усиливающуюся по мере роста препятствий к познанию.
В науке эти принципы означали решительное несогласие с модными тогда позитивистскими концепциями Маха, Пуанкаре и других, а также отрицание кантианства с его идеями «априорного знания». Позитивизм сыграл определённую положительную роль в истории науки, так как стимулировал скептическое отношение ведущих физиков, включая Эйнштейна, к прежним предрассудкам (прежде всего — к концепции абсолютного пространства и абсолютного времени). Известно, что Эйнштейн в письме к Маху назвал себя его учеником. Однако философию позитивистов Эйнштейн называл глупостью. Эйнштейн пояснил суть своих разногласий с ними:

…Априори следует ожидать хаотического мира, который невозможно познать с помощью мышления. Можно (или должно) было бы лишь ожидать, что этот мир лишь в той мере подчинён закону, в какой мы можем упорядочить его своим разумом. Это было бы упорядочение, подобное алфавитному упорядочению слов какого-нибудь языка. Напротив, упорядочение, вносимое, например, ньютоновской теорией гравитации, носит совсем иной характер. Хотя аксиомы этой теории и созданы человеком, успех этого предприятия предполагает существенную упорядоченность объективного мира, ожидать которую априори у нас нет никаких оснований. В этом и состоит «чудо», и чем дальше развиваются наши знания, тем волшебнее оно становится. Позитивисты и профессиональные атеисты видят в этом уязвимое место, ибо они чувствуют себя счастливыми от сознания, что им не только удалось с успехом изгнать Бога из этого мира, но и «лишить этот мир чудес».

Философия Эйнштейна была основана на совершенно иных принципах. В автобиографии (1949) он писал:

Там, вовне, был этот большой мир, существующий независимо от нас, людей, и стоящий перед нами как огромная вечная загадка, доступная, однако, по крайней мере отчасти, нашему восприятию и нашему разуму. Изучение этого мира манило как освобождение, и я скоро убедился, что многие из тех, кого я научился ценить и уважать, нашли свою внутреннюю свободу и уверенность, отдавшись целиком этому занятию. Мысленный охват в рамках доступных нам возможностей этого внеличного мира представлялся мне, наполовину сознательно, наполовину бессознательно, как высшая цель…
Предубеждение этих учёных [позитивистов] против атомной теории можно, несомненно, отнести за счёт их позитивистской философской установки. Это интересный пример того, как философские предубеждения мешают правильной интерпретации фактов даже учёным со смелым мышлением и с тонкой интуицией.

В той же автобиографии Эйнштейн чётко формулирует два критерия истины в физике: теория должна иметь «внешнее оправдание» и «внутреннее совершенство». Первое означает, что теория должна согласовываться с опытом, а второе — что она должна из минимальных предпосылок раскрывать максимально глубокие закономерности универсальной и разумной гармонии законов природы. Эстетические качества теории (оригинальная красота, естественность, изящество) тем самым становятся немаловажными физическими достоинствами.
Теория производит тем большее впечатление, чем проще её предпосылки, чем разнообразнее предметы, которые она связывает, и чем шире область её применения.
Веру в объективную реальность, существующую независимо от человеческого восприятия, Эйнштейн отстаивал во время своих знаменитых бесед с Рабиндранатом Тагором, который столь же последовательно такую реальность отрицал. Эйнштейн говорил:
Нашу естественную точку зрения относительно существования истины, не зависящей от человека, нельзя ни объяснить, ни доказать, но в неё верят все, даже первобытные люди. Мы приписываем истине сверхчеловеческую объективность. Эта реальность, не зависящая от нашего существования, нашего опыта, нашего разума, необходима нам, хотя мы и не можем сказать, что она означает.
Влияние Эйнштейна на философию науки двадцатого столетия сопоставимо с тем влиянием, которое он оказал на физику двадцатого столетия. Сущность предложенного им подхода в философии науки заключается в синтезе самых различных философских учений, которые Эйнштейн предлагал использовать в зависимости от решаемой наукой задачи. Он полагал, что для настоящего учёного, в отличие от философа, эпистемологический монизм является неприемлемым. Исходя из конкретной ситуации, один и тот же учёный может быть идеалистом, реалистом, позитивистом и даже платоником и пифагорейцем. Поскольку для последовательного систематического философа подобный эклектизм может показаться неприемлемым, Эйнштейн считал, что настоящий учёный в глазах подобного философа выглядит как оппортунист. Отстаивавшийся Эйнштейном подход получил в современной философии науки название «эпистемологический оппортунизм».

### Религиозные взгляды
Религиозные взгляды Эйнштейна являются предметом давних споров. Некоторые утверждают, что Эйнштейн верил в существование Бога, другие называют его атеистом. И те, и другие использовали для подтверждения своей точки зрения слова великого учёного.
В 1921 году Эйнштейн получил телеграмму от нью-йоркского раввина Герберта Гольдштейна: «Верите ли вы в Бога тчк оплаченный ответ 50 слов». Эйнштейн уложился в 24 слова: «Я верю в Бога Спинозы, который проявляет себя в закономерной гармонии бытия, но вовсе не в Бога, который хлопочет о судьбах и делах людей». Ещё более резко он выразился в интервью «Нью-Йорк Таймс» (ноябрь 1930 года): «Я не верю в Бога, который награждает и карает, в Бога, цели которого слеплены из наших человеческих целей. Я не верю в бессмертие души, хотя слабые умы, одержимые страхом или нелепым эгоизмом, находят себе пристанище в такой вере».
В 1940 году он описал свои взгляды в журнале «Nature», в статье под названием «Наука и религия». Там он пишет:

По моему мнению, религиозно просвещённый человек — это тот, кто в максимально возможной для него степени освободил себя от пут эгоистических желаний и поглощён мыслями, чувствами и стремлениями, которых он придерживается ввиду их сверхличностного характера… безотносительно от того, делается ли попытка связать это с божественным существом, ибо в противном случае нельзя было бы считать Будду или Спинозу религиозными личностями. Религиозность такого человека состоит в том, что у него нет сомнений в значимости и величии этих сверхличностных целей, которые не могут быть рационально обоснованы, но в этом и не нуждаются… В этом смысле религия — древнее стремление человечества ясно и полностью осознать эти ценности и цели и усиливать и расширять их влияние.

Далее он проводит некоторую связь между наукой и религией и говорит, что «наука может быть создана только теми, кто насквозь пропитан стремлением к истине и пониманию. Но источник этого чувства берёт начало из области религии. Оттуда же — вера в возможность того, что правила этого мира рациональны, то есть постижимы для разума. Я не могу представить настоящего учёного без крепкой веры в это. Образно ситуацию можно описать так: наука без религии — хрома, а религия без науки — слепа». Фразу «наука без религии — хрома, а религия без науки — слепа» часто цитируют вне контекста, лишая её смысла.
Затем Эйнштейн снова пишет, что не верит в персонифицированного Бога, и утверждает:
Не существует ни господства человека, ни господства божества как независимых причин явлений природы. Конечно, доктрина Бога как личности, вмешивающейся в природные явления, никогда не может быть в буквальном смысле опровергнута наукой, ибо эта доктрина может всегда найти убежище в тех областях, куда научное знание ещё не способно проникнуть. Но я убеждён, что такое поведение части представителей религии не только недостойно, но и фатально.
В 1950 году в письме М. Берковитцу Эйнштейн писал: «По отношению к Богу я агностик. Я убеждён, что для отчётливого понимания первостепенной важности нравственных принципов в деле улучшения и облагораживания жизни не требуется понятие законодателя, особенно — законодателя, работающего по принципу награды и наказания».

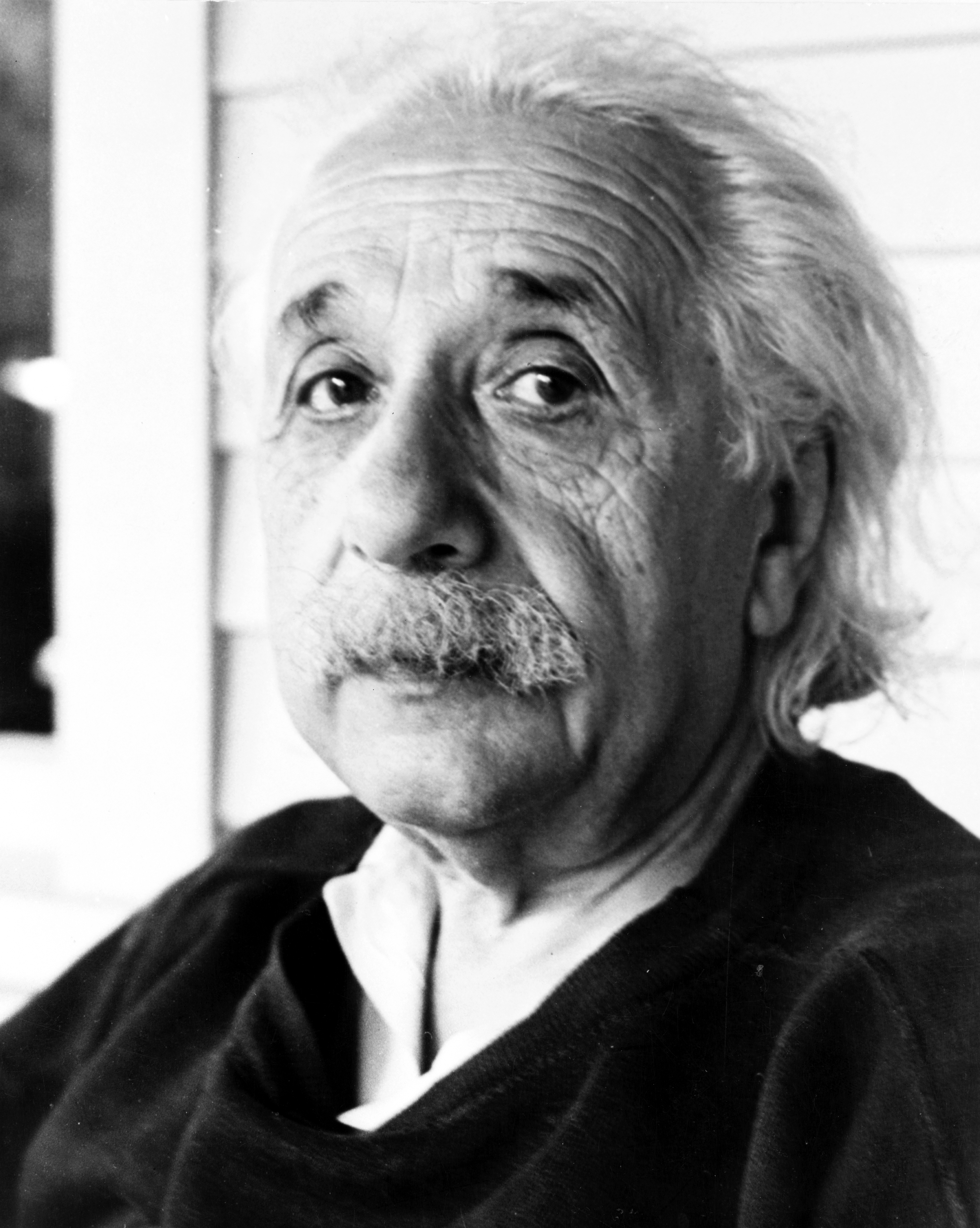
В последние годы

Ещё раз Эйнштейн описал свои религиозные взгляды, отвечая тем, кто приписывал ему веру в иудео-христианского Бога:
То, что вы читали о моих религиозных убеждениях, — разумеется, ложь. Ложь, которую систематически повторяют. Я не верю в Бога как в личность и никогда не скрывал этого, а выражал очень ясно. Если во мне есть что-то, что можно назвать религиозным, то это, несомненно, беспредельное восхищение строением вселенной в той мере, в какой наука раскрывает его.
В 1954 году, за полтора года до смерти, Эйнштейн в письме к немецкому философу Эрику Гуткинду так охарактеризовал своё отношение к религии:
«Слово „Бог“ для меня всего лишь проявление и продукт человеческих слабостей, а Библия — свод почтенных, но всё же примитивных легенд, которые тем не менее являются довольно ребяческими. Никакая, даже самая изощрённая, интерпретация не сможет это (для меня) изменить».
Оригинальный текст (англ.) The word God is for me nothing more than the expression and product of human weaknesses, the Bible a collection of honourable, but still primitive legends which are nevertheless pretty childish. No interpretation no matter how subtle can (for me) change this.
Наиболее полный обзор религиозных взглядов Эйнштейна опубликовал его друг, Макс Джеммер, в книге «Эйнштейн и религия» (1999). Впрочем, он признаёт, что книга базируется не на прямых его беседах с Эйнштейном, а на изучении архивных материалов. Джеммер считает Эйнштейна глубоко религиозным человеком, называет его взгляды «космической религией» и считает, что Эйнштейн не отождествлял Бога с Природой, подобно Спинозе, но считал его отдельной неперсонифицированной сущностью, проявляющейся в законах Вселенной как «дух, значительно превосходящий человеческий», по словам самого Эйнштейна.
Вместе с тем ближайший ученик Эйнштейна Леопольд Инфельд писал, что, «когда Эйнштейн говорит о Боге, он всегда имеет в виду внутреннюю связь и логическую простоту законов природы. Я назвал бы это „материалистическим подходом к Богу“».

## Оценки и память
Чарльз Перси Сноу об Эйнштейне:

Если бы не существовало Эйнштейна, физика XX века была бы иной. Этого нельзя сказать ни об одном другом учёном… Он занял в общественной жизни такое положение, какое вряд ли займёт в будущем другой учёный. Никто, собственно, не знает почему, но он вошёл в общественное сознание всего мира, став живым символом науки и властителем дум двадцатого века.
Он говорил: «Забота о человеке и его судьбе должна быть основной целью в науке. Никогда не забывайте об этом среди ваших чертежей и уравнений». Позднее он также сказал: «Ценна только та жизнь, которая прожита для людей»…
Эйнштейн был самым благородным человеком, какого мы когда-либо встречали.

Роберт Оппенгеймер:

В нём всегда была какая-то волшебная чистота, одновременно и детская, и безгранично упрямая.

Нильс Бор (1961 год):

Я хочу сказать теперь, спустя несколько лет после смерти Эйнштейна, что я ещё вижу перед собой его улыбку, очень особенную, мудрую, человечную и дружественную.

Бертран Рассел:

Я думаю, его работа и его скрипка давали ему значительную меру счастья, но глубокое сочувствие к людям и интерес к их судьбе предохранили Эйнштейна от неподобающей такому человеку меры безнадёжности… Общение с Эйнштейном доставляло необычайное удовлетворение. Несмотря на гениальность и славу, он держал себя абсолютно просто, без малейших претензий на превосходство… Он был не только великим учёным, но и великим человеком.

Г. Х. Харди охарактеризовал Эйнштейна двумя словами: «Кроткий и мудрый».

### Признание

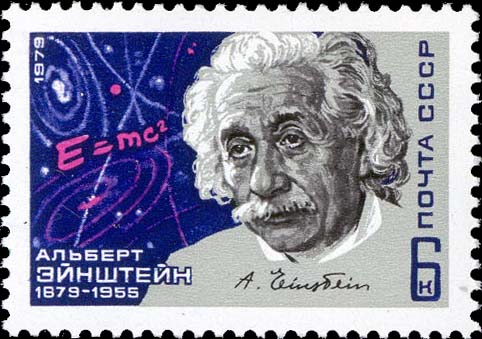
Почтовая марка СССР, выпущенная к 100-летию Альберта Эйнштейна

В архивах Нобелевского комитета сохранилось около 60 номинаций Эйнштейна в связи с формулировкой теории относительности; его кандидатура неизменно выдвигалась ежегодно с 1910 по 1922 год (кроме 1911-го и 1915-го). Однако премия была присуждена только в 1922 году — за теорию фотоэлектрического эффекта, которая представлялась членам Нобелевского комитета более бесспорным вкладом в науку. В результате этой номинации Эйнштейн получил (ранее отложенную) премию за 1921 год одновременно с Нильсом Бором, который был удостоен премии 1922 года.

Бюст Эйнштейна в Цюрихе (1957)

Эйнштейну были присвоены почётные докторские степени от многочисленных университетов, в том числе: Женевы, Цюриха, Ростока, Мадрида, Брюсселя, Буэнос-Айреса, Лондона, Оксфорда, Кембриджа, Глазго, Лидса, Манчестера, Гарварда, Принстона, Нью-Йорка (Олбени), Сорбонны.
Некоторые другие награды:

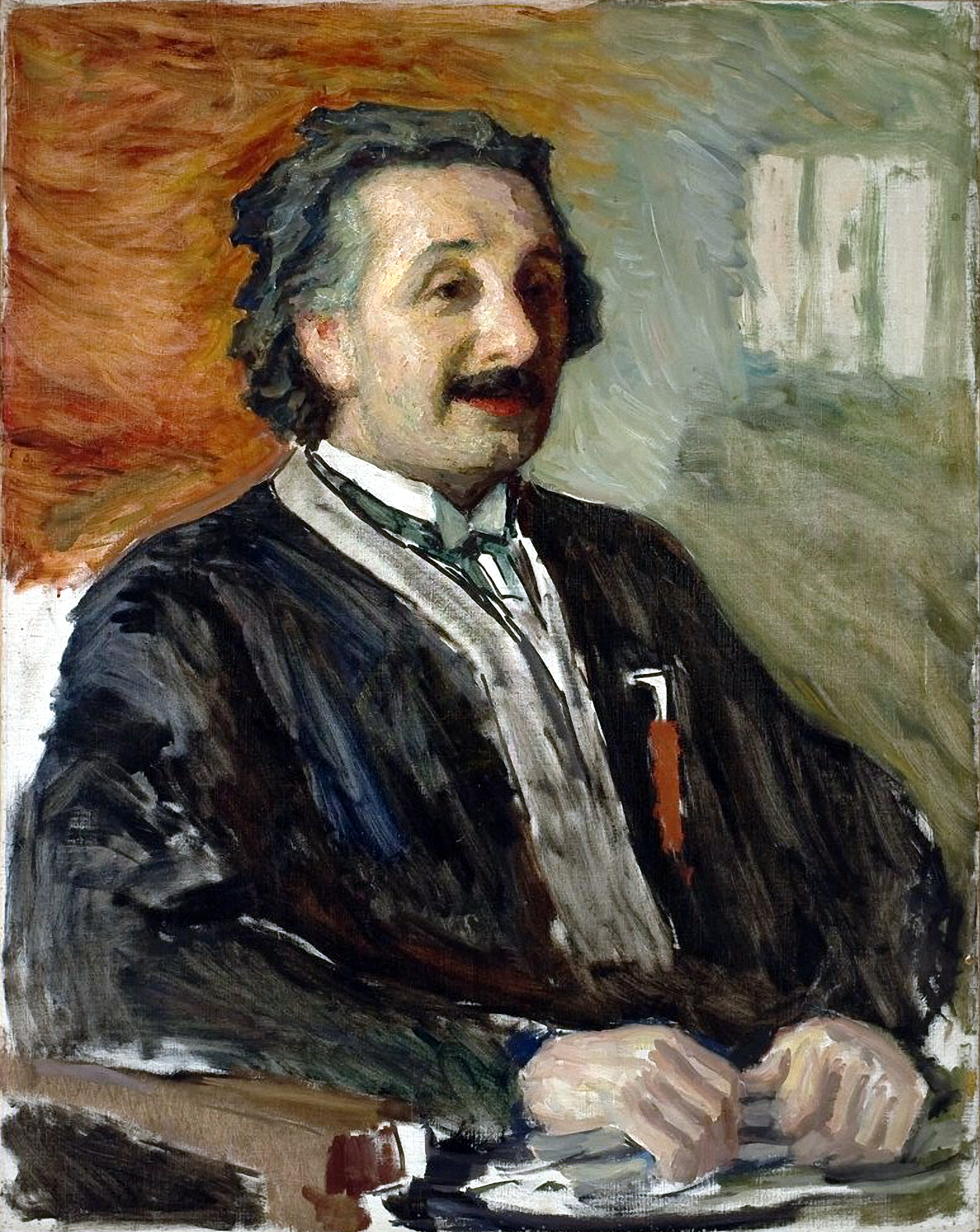
Портрет Альберта Эйнштейна кисти Леонида Пастернака (1924)

- Звание почётного гражданина Нью-Йорка (1921) и Тель-Авива (1923);
- Медаль Барнарда (1921);
- Медаль Маттеуччи (1921);
- Немецкий орден «За заслуги» (1923, в 1933 году Эйнштейн отказался от этого ордена);
- Медаль Копли (1925), «за теорию относительности и вклад в квантовую теорию»;
- Золотая медаль Королевского астрономического общества Великобритании (1926);
- Медаль имени Макса Планка (1929), Германское физическое общество (нем. Deutsche Physikalische Gesellschaft);
- Приз Жюля Жансена (1931) Французское астрономическое общество;
- Гиббсовская лекция (1934);
- Медаль Франклина (1935), Институт Франклина.

Посмертно Альберт Эйнштейн тоже был отмечен рядом отличий:
- 1992: он был назван номером 10 в подготовленном Майклом Хартом списке самых влиятельных личностей в истории.
- 1999: журнал «Тайм» назвал Эйнштейна «Личностью века».
- 1999: опрос Гэллапа дал Эйнштейну номер 4 в списке самых почитаемых в XX веке людей.
- 2005 год был объявлен ЮНЕСКО годом физики по случаю столетия «года чудес», увенчавшегося открытием специальной теории относительности.

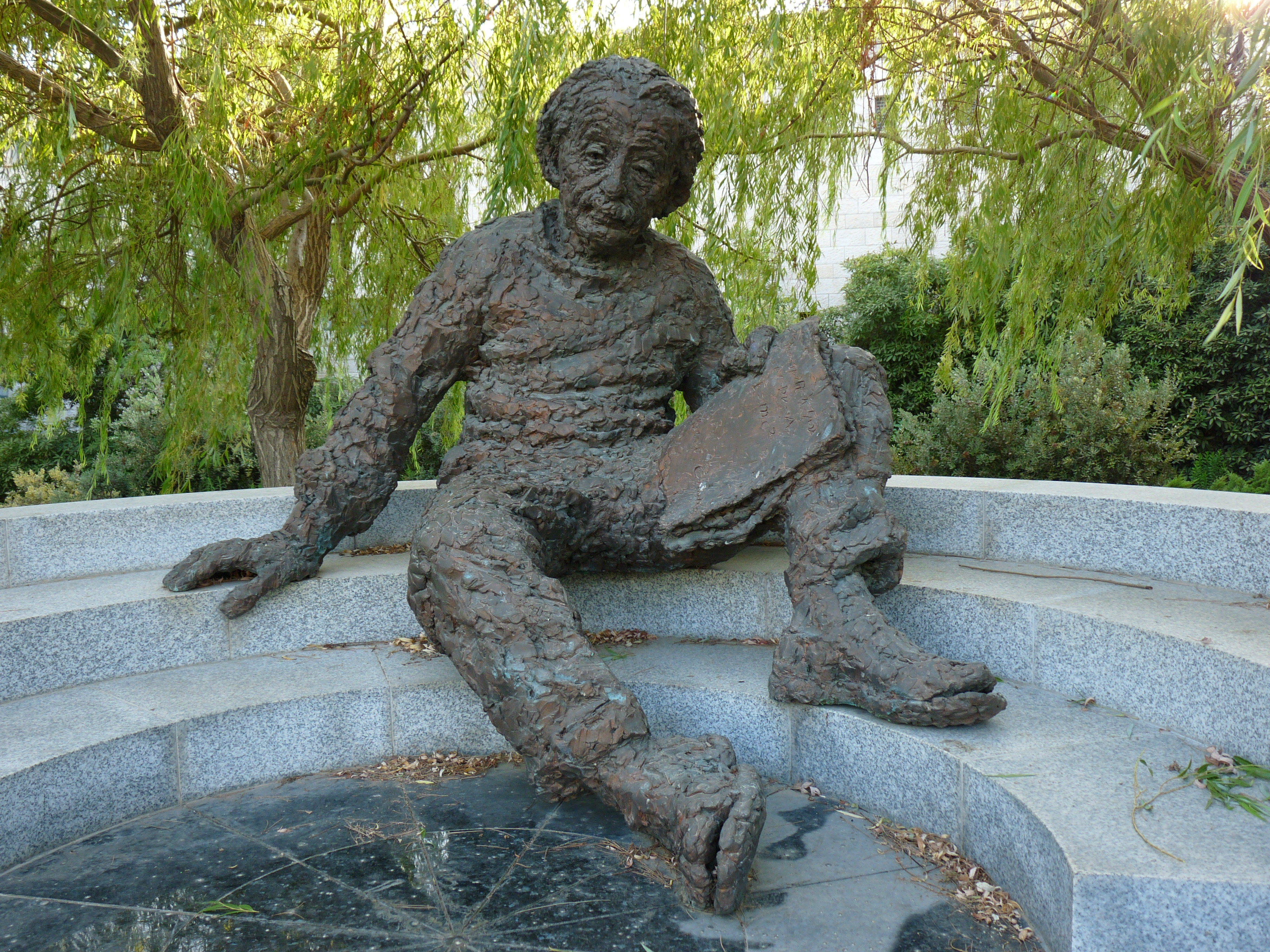
Памятник А. Эйнштейну работы Роберта Бёркса у Израильской академии наук

В столице США и в Иерусалиме возле Израильской академии наук установлены памятники Эйнштейну работы Роберта Бёркса.
В 2015 году в Иерусалиме, на территории Еврейского университета, был установлен памятник Эйнштейну работы московского скульптора Георгия Франгуляна.
Некоторые памятные места, связанные с Эйнштейном:
- Ульм, Банхофштрассе, дом 135, здесь Эйнштейн родился и жил до переезда семьи в Мюнхен (1880). Дом разрушен при бомбардировке авиацией союзников весной 1945 года.
- Берн, улица Крамгассе (Kramgasse), дом 49, проживал с 1903 по 1905 год. Сейчас в нём располагается «Дом-музей Альберта Эйнштейна». Также в Историческом музее Берна на площади Хельветиаплац открыт отдельный Музей Эйнштейна.
- Цюрих, Муссонштрассе, дом 12, проживал с 1909 по 1911 год.
- Цюрих, Гофштрассе, дом 116, проживал с 1912 по 1914 год.
- Берлин, Виттельсбахерштрассе, дом 13, проживал с 1914 по 1918 год. Этот берлинский дом, как и следующий, был разрушен в ходе военных действий 1945 года.
- Берлин, Габерландштрассе, дом 5, проживал с 1918 по 1933 год.
- Принстон, Мерсер-стрит, дом 112, проживал с 1933 по 1955 год.

Мемориальные доски:

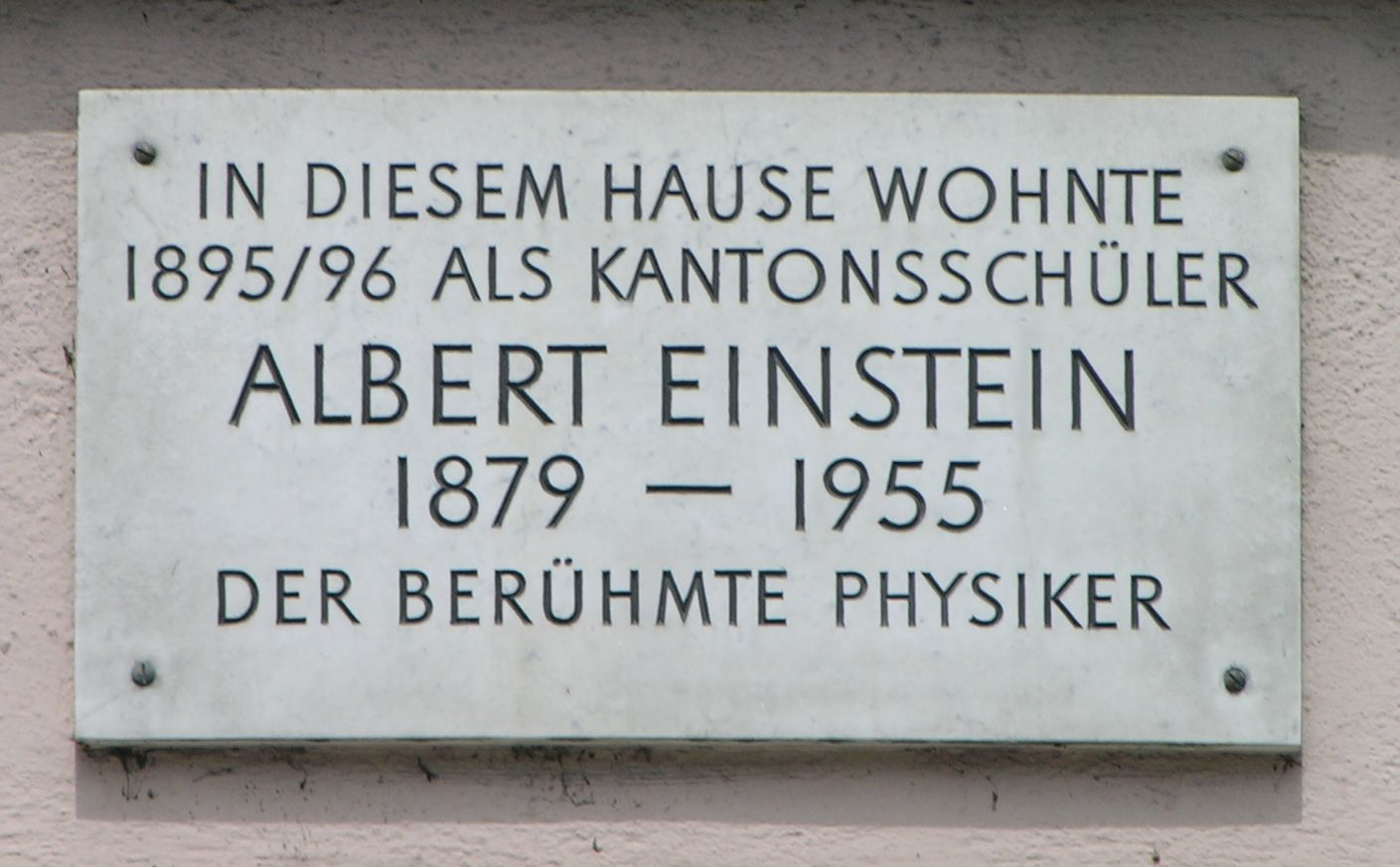
В Арау
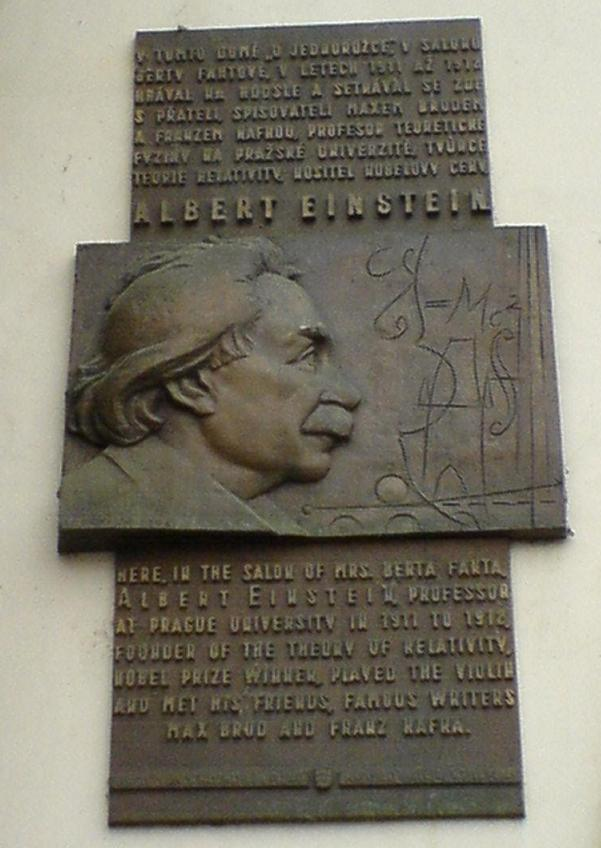
В Праге
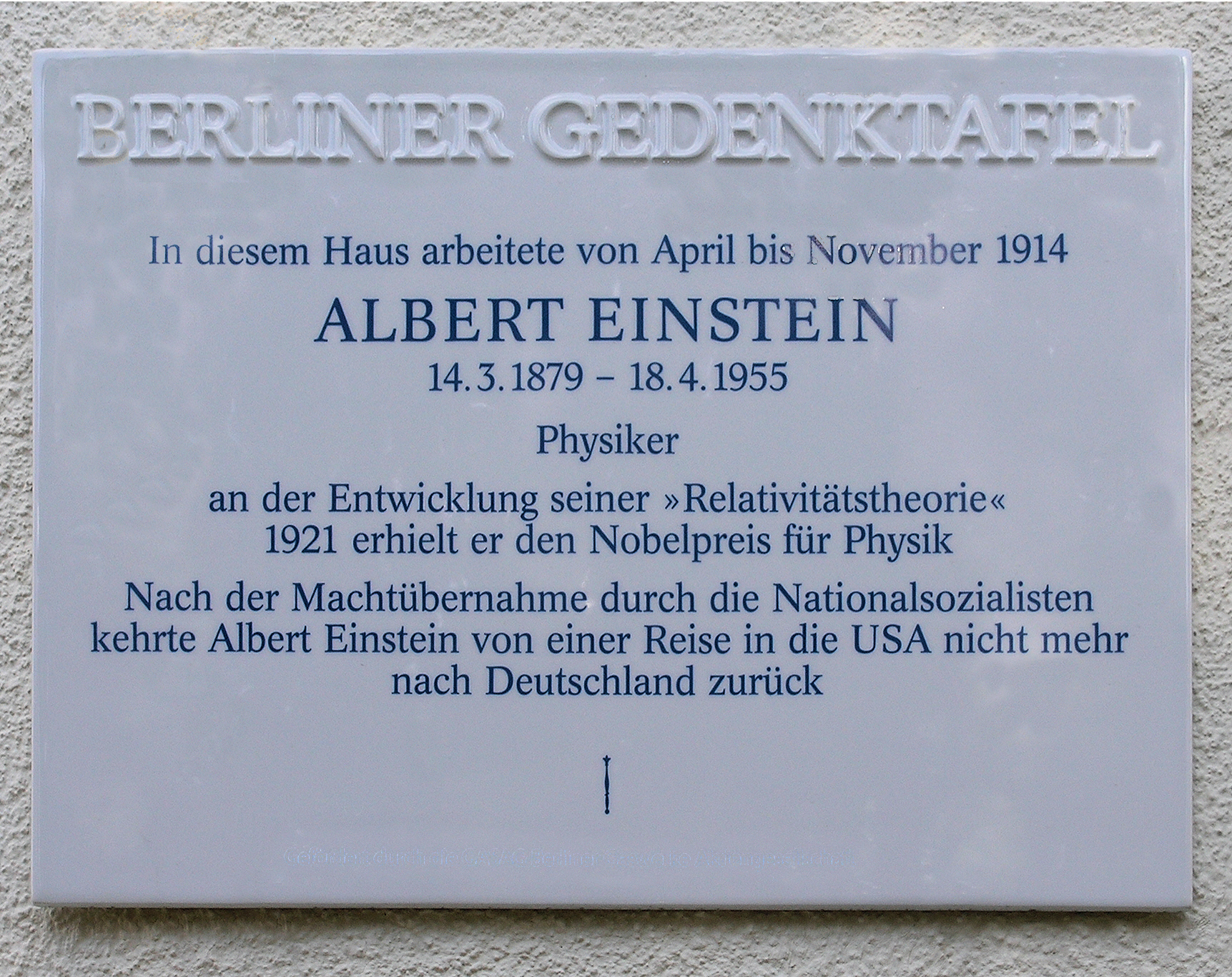
В Берлине
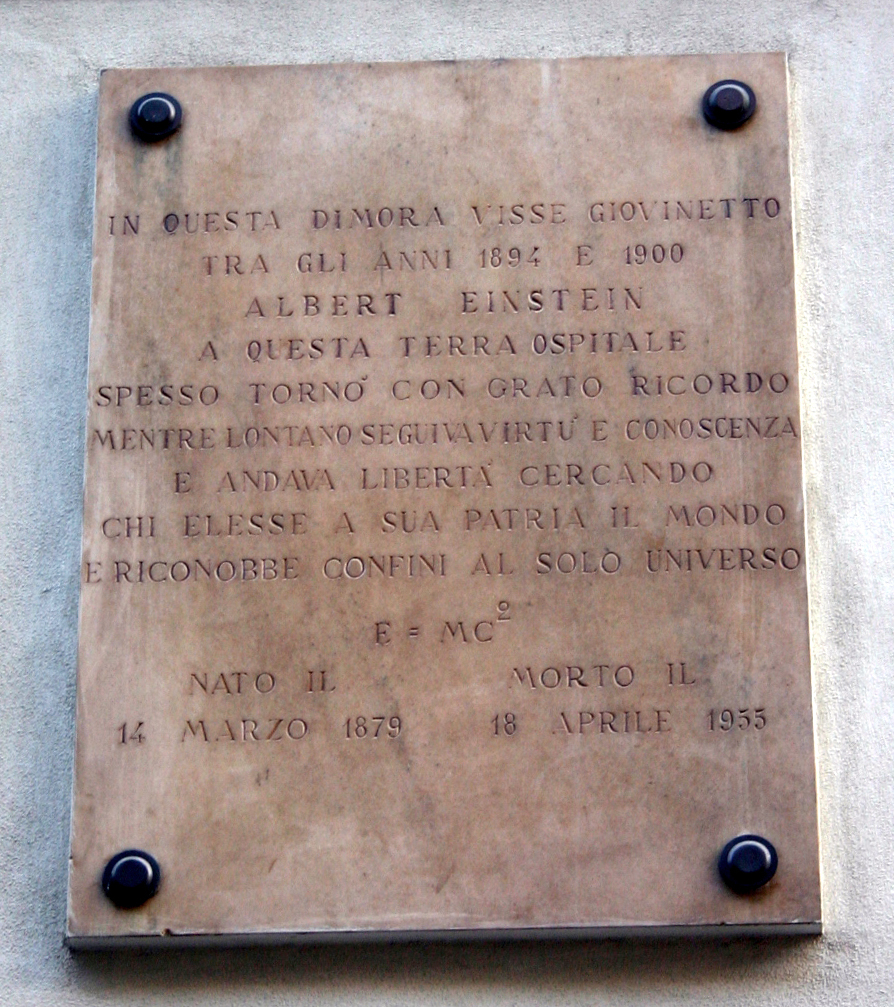
В Милане
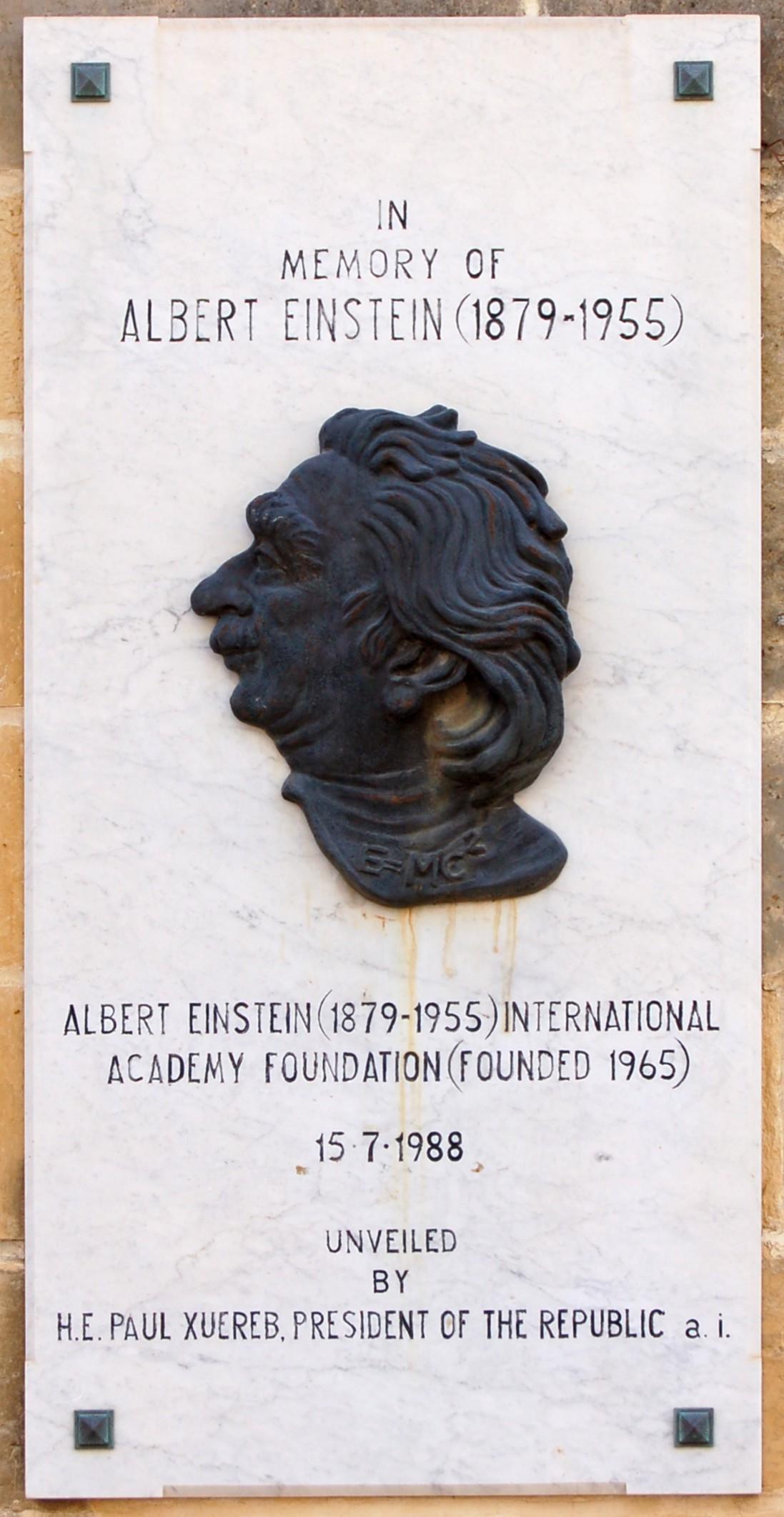
На Мальте

### В честь Эйнштейна названы
- Эйнштейн — единица количества фотонов, применяемая в фотохимии
- Химический элемент эйнштейний (№ 99 в Периодической системе элементов Д. И. Менделеева)
- Астероид (2001) Эйнштейн
- Кратер Эйнштейн[англ.] на Луне
- Спутник-обсерватория НАСА «Эйнштейн» (HEAO2) с рентгеновским телескопом (1978—1982)
- Квазар «Крест Эйнштейна»

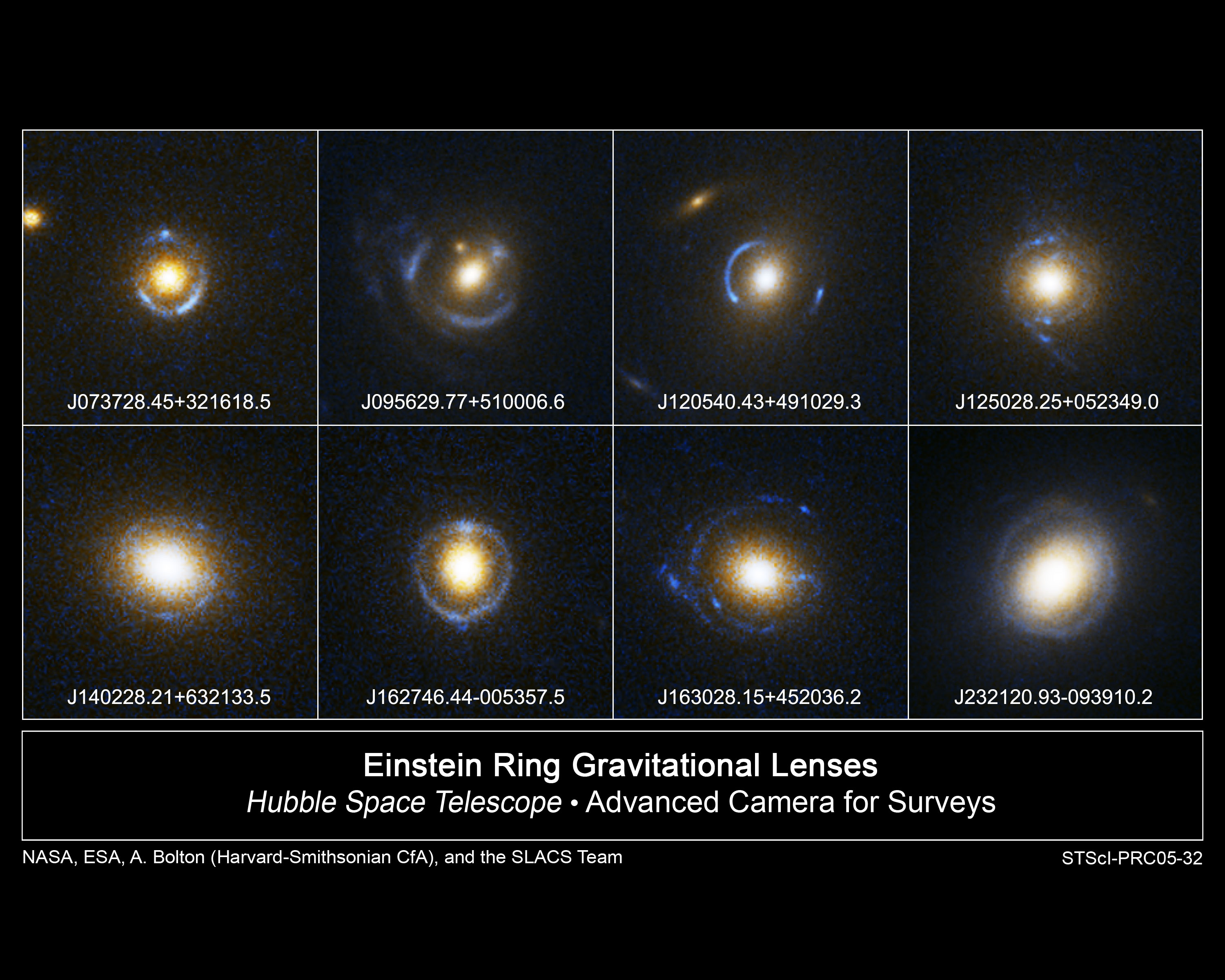
«Кольца Эйнштейна»

- «Кольца Эйнштейна» — эффект, создаваемый «гравитационными линзами»
- Астрофизическая обсерватория в Потсдаме
- Институт гравитационной физики Общества Макса Планка, Гольм, Германия
- Несколько престижных наград за научные достижения:
  - Международная Золотая медаль ЮНЕСКО имени Альберта Эйнштейна[139]
  - Премия Эйнштейна (фонд Льюиса и Розы Страусс, США)
  - Медаль Альберта Эйнштейна (швейцарское «Общество Альберта Эйнштейна», Берн)
  - Премия Альберта Эйнштейна (Всемирный Культурный Совет, World Cultural Council)
  - Премия Эйнштейна от Американского физического общества (APS)
- Гимназии в Мюнхене, в городе Санкт-Августин и в Ангермюнде
- Несколько медицинских учреждений, в том числе:
  - Центр медицины в Филадельфии, Пенсильвания (Albert Einstein Medical Center)
  - Медицинский колледж при университете Йешива
- Институт математики имени Эйнштейна в составе ЕУИ
- В Израиле: улица, прилегающая к Тель-Авивскому университету[140] и улицы в Нетании и Хайфе.

### Культурное влияние
Альберт Эйнштейн превратился в героя ряда художественных романов, фильмов и театральных постановок. В частности, он выступает в качестве действующего лица в фильме Николаса Роуга «Insignificance», комедии Фреда Скеписи «I.Q.» (в которой его играет Вальтер Маттау), кинофильме Филипа Мартина «Эйнштейн и Эддингтон» (Einstein and Eddington) 2008 года, в советских / российских фильмах «Выбор цели», «Вольф Мессинг», комической пьесе Стива Мартина, романах Жана-Клода Карье «Пожалуйста, месье Эйнштейн» (Einstein S’il Vous Plait) и Алана Лайтмэна «Мечты Эйнштейна» (Einstein’s Dreams), поэме Арчибальда Маклиша «Эйнштейн». Юмористическая составляющая личности великого физика фигурирует в постановке Эда Метцгера «Альберт Эйнштейн: Практичный богемец». В 1976 году Робертом Уилсоном на Авиньонском фестивале была поставлена опера Филипа Гласса «Эйнштейн на пляже» (вариант «Эйнштейн на взморье», англ. Einstein on the Beach) — первая часть его оперной трилогии о людях, «изменивших мир, в котором они жили, силой своих идей».
«Профессор Эйнштейн», создающий Хроносферу и предотвращающий приход к власти Гитлера, является одним из ключевых персонажей созданной им альтернативной Вселенной в серии компьютерных стратегий реального времени Command & Conquer. Учёный в фильме «Каин XVIII» совершенно явно загримирован под Эйнштейна.
Внешний вид Альберта Эйнштейна, в зрелом возрасте обычно появлявшегося в простом свитере с растрёпанными волосами, принят за основу в изображении «безумных учёных» и «рассеянных профессоров» в популярной культуре. Кроме того, в ней активно эксплуатируется и мотив забывчивости и непрактичности великого физика, переносимый на собирательный образ его коллег. Журнал «Тайм» даже назвал Эйнштейна «сбывшейся мечтой мультипликатора».
Широкую известность приобрели фотографии Альберта Эйнштейна. Наиболее знаменитая фотография («Альберт Эйнштейн») была сделана на 72-м дне рождения физика (1951). Фотограф Артур Сасс попросил Эйнштейна улыбнуться для камеры, на что тот показал язык. Это изображение стало иконой современной популярной культуры, представляя портрет одновременно и гения, и жизнерадостного живого человека. 21 июня 2009 года на аукционе в американском Нью-Гемпшире один из девяти оригинальных фотоснимков, отпечатанных в 1951 году, был продан за 74 тыс. долл. Эйнштейн подарил этот снимок своему другу — журналисту Ховарду Смиту — и подписал на нём, что «шутливая гримаса адресована всему человечеству».
Популярность Эйнштейна в современном мире столь велика, что возникают спорные моменты в широком использовании имени и внешности учёного в рекламе и торговых марках. Поскольку Эйнштейн завещал часть своего имущества, в том числе использование его изображений, Еврейскому университету в Иерусалиме, бренд «Альберт Эйнштейн» был зарегистрирован в качестве торговой марки.
- Важный сюжетный персонаж серии игр Command & Conquer: Red Alert[145]
- Сверхспециалист игры Civilization IV, где является выдающимся учёным, подарком цивилизации[145]
- Один из героев американского фильма «Коэффициент интеллекта» (1994)[146]
- В альбоме Ч/б (2006) группы «Пилот»

### Фильмография
- х/ф «Я убил Эйнштейна, господа» (Чехословакия, 1969)
- х/ф «Коэффициент интеллекта» (англ. I.Q.) (США, 1994)
- д/ф «Альберт Эйнштейн. Формула жизни и смерти» (англ. Einstein's Equation of Life and Death) (BBC, 2005 год).
- д/ф «Великая идея Эйнштейна» (англ. Einstein's Big Idea) (США, Франция, Германия, Великобритания, 2005)
- х/ф «Эйнштейн и Эддингтон» (англ. Einstein and Eddington) (BBC/HBO, 2008, реж. Филип Мартин[англ.]; в роли Эйнштейна снялся Энди Серкис).
- т/с «Эйнштейн. Теория любви» (Россия, 2013; 4 серии) — роль исполнил Дмитрий Певцов
- д/ф «Альберт Эйнштейн и Маргарита Коненкова. Больше, чем любовь[147]» (Россия, 2017)
- т/с «Гений» (англ. Genius) (National Geographic, 2017)
- х/ф «Оппенгеймер» (англ. Oppenheimer) (Великобритания, США, 2023) — Том Конти

## Мифы и альтернативные версии
Разносторонняя научная и политическая активность Альберта Эйнштейна вызвала появление обширной мифологии, а также немалого количества нетрадиционных оценок разных аспектов его деятельности. Уже при жизни учёного появились публикации, преуменьшающие или отрицающие его значение в современной физике. Значительную роль в её возникновении сыграли «арийские физики» Филипп Ленард и Йоганнес Штарк, а также математик Эдмунд Уиттекер. Особенное распространение такая литература получила в нацистской Германии, где, например, специальная теория относительности целиком приписывалась «арийским» учёным. Попытки преуменьшения роли Эйнштейна в развитии современной физики продолжаются и в настоящее время. Например, не так давно была воскрешена версия о присвоении Эйнштейном научных открытий своей первой жены, Милевы Марич. Аргументированную критику таких измышлений опубликовал в своей ЖЗЛ-биографии Эйнштейна Максим Чертанов.
Ниже приводится краткая сводка таких мифов, а также тех альтернативных версий, которые обсуждались в серьёзной литературе.

### Научные заслуги Милевы Марич
Один из многочисленных мифов, связанных с Эйнштейном, состоит в том, что Милева Марич, его первая жена, якобы помогала ему в разработке теории относительности или даже была её истинным автором. Этот вопрос подробно исследовался историками. Документальных подтверждений для такого заключения не обнаружено. Милева не показала особых способностей к математике или физике, она даже не смогла (с двух попыток) сдать выпускные экзамены в Политехникуме. Не известно ни одной её научной работы — ни в годы жизни с Эйнштейном, ни позже (она умерла в 1948 году). Недавно опубликованная её переписка с Эйнштейном не содержит с её стороны каких-либо упоминаний идей теории относительности, в то время как ответные письма Эйнштейна содержат многочисленные размышления на эти темы.

### Кто автор теории относительности — Эйнштейн или Пуанкаре
В обсуждении истории специальной теории относительности (СТО) время от времени возникает обвинение в адрес Эйнштейна: почему в первой своей статье «К электродинамике движущихся тел» он не сослался на работы предшественников, в частности на работы Пуанкаре и Лоренца? Иногда даже утверждается, что СТО создал Пуанкаре, а в статье Эйнштейна ничего нового не содержалось.
Лоренц до конца жизни так и не стал сторонником теории относительности и всегда отказывался от чести считаться её «предтечей»: «Основная причина, по которой я не смог предложить теории относительности, заключается в том, что я придерживался представления, будто лишь переменная {\displaystyle t} может считаться истинным временем, а предложенное мной местное время {\displaystyle t'} должно рассматриваться только в качестве вспомогательной математической величины». В письме Эйнштейну Лоренц вспоминал:

Я ощущал необходимость более общей теории, которую пытался разработать позднее… Заслуга в разработке такой теории принадлежит Вам (и, в меньшей степени, Пуанкаре).

Недостаточное внимание к содержательным работам Пуанкаре действительно имело место, но, по справедливости, этот упрёк следует адресовать не только к Эйнштейну, но ко всем физикам начала XX века. Даже во Франции в работах по СТО вклад Пуанкаре сначала игнорировался, и лишь после окончательного утверждения СТО (1920-е годы) историки науки вновь обнаружили забытые работы и воздали Пуанкаре должное:

Дав толчок для дальнейших теоретических исследований, работа Лоренца не оказала сколько-нибудь существенного влияния на последующий процесс утверждения и признания новой теории… Но и работе Пуанкаре не удалось решить эту проблему… Фундаментальное исследование Пуанкаре не оказало заметного влияния на взгляды широких кругов учёных…

Причины этого — отсутствие системности в релятивистских статьях Пуанкаре и существенные различия Эйнштейна и Пуанкаре в физическом понимании релятивизма (см. подробнее в статье: Пуанкаре, Анри). Формулы, приведённые у Эйнштейна, при внешнем сходстве с формулами Пуанкаре имели иное физическое содержание.
Сам Эйнштейн пояснил, что в его работе «К электродинамике движущихся тел» новыми были два положения: «мысль о том, что значение преобразования Лоренца выходит за рамки уравнений Максвелла и касается сущности пространства и времени… и вывод о том, что „лоренц-инвариантность“ является общим условием для каждой физической теории». П. С. Кудрявцев писал в «Истории физики»:

Истинным создателем теории относительности был Эйнштейн, а не Пуанкаре, не Лоренц, не Лармор и не кто-либо другой. Дело в том, что все эти авторы не отрывались от электродинамики и не рассматривали проблему с более широкой точки зрения… Иное дело — подход Эйнштейна к этой проблеме. Он взглянул на неё с принципиально новых позиций, с совершенно революционной точки зрения.

В то же время, обсуждая историю создания теории относительности, Макс Борн приходил к выводу о том, что:

…специальная теория относительности не является трудом одного человека, она возникла в результате совместных усилий группы великих исследователей — Лоренца, Пуанкаре, Эйнштейна, Минковского. Тот факт, что упоминается только имя Эйнштейна, имеет известное оправдание, ибо специальная теория относительности была ведь только первым шагом к общей, которая охватила гравитацию.

Ни Лоренц, ни Пуанкаре никогда не оспаривали приоритет Эйнштейна в теории относительности. Лоренц относился к Эйнштейну очень тепло (именно он рекомендовал Эйнштейна на Нобелевскую премию), а Пуанкаре дал Эйнштейну высокую и дружественную оценку в своей известной характеристике.

### Кто открыл формулу E=mc²
Закон взаимосвязи массы с энергией E=mc² — самая известная формула Эйнштейна. Некоторые источники приоритет Эйнштейна ставят под сомнение, указывая, что сходные или даже такие же формулы обнаружены историками науки в более ранних работах Г. Шрамма (1872), Н. А. Умова (1873), Дж. Дж. Томсона (1881), О. Хевисайда (1890), А. Пуанкаре (1900) и Ф. Газенорля (1904). Все эти исследования относились к частному случаю — к предполагаемым свойствам эфира или заряженных тел. Например, Умов изучал возможную зависимость плотности эфира от плотности энергии электромагнитного поля, а австрийский физик Ф. Газенорль в работах 1904—1905 годов, предположил, что энергия излучения эквивалентна дополнительной «электромагнитной массе» и связана с ней формулой: {\displaystyle E={\frac {3}{4}}mc^{2}}.
Эйнштейн первый представил это соотношение как всеобщий закон динамики, относящийся ко всем видам материи и не ограниченный электромагнетизмом. Кроме того, большинство перечисленных учёных связывали этот закон с существованием особой «электромагнитной массы», зависящей от энергии. Эйнштейн объединил все виды масс и отметил обратную зависимость: инертность любого физического объекта растёт с ростом энергии.
См. подробнее: Эквивалентность массы и энергии#История и вопросы приоритета

### Гильберт и уравнения гравитационного поля
Как уже говорилось выше, окончательные уравнения гравитационного поля общей теории относительности (ОТО) были выведены практически одновременно (разными способами) Эйнштейном и Гильбертом в ноябре 1915 года. До недавнего времени считалось, что Гильберт получил их на 5 дней раньше, но опубликовал позже: Эйнштейн представил в Берлинскую академию свою работу, содержащую правильный вариант уравнений, 25 ноября, а заметка Гильберта «Основания физики» была озвучена на 5 дней ранее, 20 ноября 1915 года на докладе в Гёттингенском математическом обществе, и затем передана Королевскому научному обществу в Гёттингене. Статья Гильберта была опубликована 31 марта 1916 года. Двое учёных при подготовке своих рукописей вели оживлённую переписку, часть которой сохранилась; из неё ясно видно, что оба исследователя оказывали друг на друга взаимное и плодотворное влияние. В литературе уравнения поля называются «уравнения Эйнштейна».
В 1997 году были обнаружены новые документы, а именно корректура статьи Гильберта, датированная 6 декабря. Из этой находки сделавший её Л. Корри с соавторами сделали вывод, что Гильберт выписал «правильные» уравнения поля не на 5 дней раньше, а на 4 месяца позже Эйнштейна. Оказалось, что работа Гильберта, подготовленная к печати раньше эйнштейновской, в двух отношениях существенно отличается от своего окончательного печатного варианта:
1. В ней нет уравнений поля в их классической форме, впервые опубликованных в статье Эйнштейна (не раскрыто выражение с абсолютной производной). Позже, правда, обнаружилось, что верхняя треть 8-го листа корректуры зачем-то была отрезана; однако контекст этой лакуны не даёт оснований предполагать, что именно этот фрагмент содержал уравнения поля[169].
2. Помимо уравнений поля, Гильберт ввёл дополнительно 4 необщековариантных условия, которые, по его мнению, необходимы для однозначности решения уравнений. Это означает, что вариант Гильберта был вначале не закончен и не вполне общековариантен, окончательный вид работа приняла только перед печатью, когда эйнштейновская работа уже увидела свет. В ходе завершающей правки Гильберт вставил в свою статью ссылки на параллельную декабрьскую работу Эйнштейна, добавил замечание о том, что уравнения поля можно представить и в ином виде (далее он выписал классическую формулу Эйнштейна, но без доказательства), и убрал все рассуждения о дополнительных условиях. Историки полагают, что эта правка во многом была проведена под влиянием эйнштейновской статьи[170].

Вывод Л. Корри был также подтверждён в статье Т. Зауэра.
В дальнейшей полемике, кроме Корри, участвовал Ф. Винтерберг, критиковавший Корри (в частности, за умолчание о наличии лакуны в корректуре).
Академик А. А. Логунов (с соавторами) также предпринял попытку оспорить приведённые Корри и повторённые рядом других авторов выводы. Он отметил, что не сохранившаяся часть 8-го листа может содержать что-то существенное, например, уравнения в классическом виде, и, кроме того, эти уравнения могут быть получены «тривиальным путём» из явно выписанного в корректуре лагранжиана. На этом основании Логунов предложил называть уравнения поля «уравнениями Гильберта-Эйнштейна». Это предложение Логунова не получило заметной поддержки научного сообщества.
Недавняя статья Ивана Тодорова содержит довольно полный обзор современной ситуации и истории вопроса. Тодоров характеризует реакцию Логунова как слишком гневную (uncommonly angry reaction), однако считает, что она спровоцирована чрезмерной односторонностью позиции Корри с соавторами. Он соглашается с тем, что «только на этапе печати Гильберт убрал все дополнительные условия и признал безусловную физическую значимость ковариантных уравнений» (англ. Only at the stage of proofreading does Hilbert suppress all extra conditions and recognize the unqualified physical relevance of the covariant equation), но отмечает, что влияние Гильберта и сотрудничество с ним было решающим для принятия общековариантности также и самим Эйнштейном. Тодоров не находит полезным для истории науки излишнюю конфликтность и считает, что гораздо более правильным было бы, по примеру самих Эйнштейна и Гильберта, вообще не делать приоритетный вопрос камнем преткновения.
Следует подчеркнуть также, что собственно приоритет Эйнштейна в создании общей теории относительности никогда не оспаривался, в том числе и Гильбертом. Один из мифов, связанных с Эйнштейном, утверждает, что Гильберт сам, без всякого влияния Эйнштейна, вывел главные уравнения ОТО. Сам Гильберт так не считал и никогда не претендовал на приоритет в какой-либо части ОТО:
Гильберт охотно признавал и часто об этом говорил на лекциях, что великая идея принадлежит Эйнштейну. «Любой мальчик на улицах Гёттингена понимает в четырёхмерной геометрии больше, чем Эйнштейн, — однажды заметил он. — И тем не менее именно Эйнштейн, а не математики, сделал эту работу».

### Признавал ли Эйнштейн эфир
Встречается утверждение, что Эйнштейн, поначалу отрицавший эфир в своей работе 1905 года «К электродинамике движущихся тел», где он называл введение «светоносного эфира» излишним, позднее признал его существование и даже написал работу под названием «Эфир и теория относительности» (1920).
Здесь имеет место терминологическая путаница. Светоносный эфир Лоренца — Пуанкаре Эйнштейн никогда не признавал. В упомянутой статье он предлагает вернуть термину «эфир» его исконный (с античных времён) смысл: материальный заполнитель пустоты. Другими словами, и Эйнштейн об этом прямо пишет, эфир в новом понимании — это физическое пространство общей теории относительности:
Можно привести некоторый важный аргумент в пользу гипотезы об эфире. Отрицать эфир — это в конечном счёте значит принимать, что пустое пространство не имеет никаких физических свойств. С таким воззрением не согласуются основные факты механики…

Резюмируя, можно сказать, что общая теория относительности наделяет пространство физическими свойствами; таким образом, в этом смысле эфир существует. Согласно общей теории относительности, пространство немыслимо без эфира; действительно, в таком пространстве не только было бы невозможно распространение света, но не могли бы существовать масштабы и часы и не было бы никаких пространственно-временных расстояний в физическом смысле слова. Однако этот эфир нельзя представить себе состоящим из прослеживаемых во времени частей; таким свойством обладает только весомая материя; точно так же к нему нельзя применять понятие движения.

Этот новый смысл старого термина не нашёл, однако, поддержки в научном мире.

### Эйнштейн и советская наука
Утверждение эйнштейновских идей (квантовой теории и особенно теории относительности) в СССР было непростым. Часть учёных, особенно научная молодёжь, восприняли новые идеи с интересом и пониманием — уже в 1920-е годы появились первые отечественные работы и учебные пособия на эти темы. Однако были физики и философы, которые решительно воспротивились концепциям «новой физики»; среди них особенно активен был А. К. Тимирязев (сын известного биолога К. А. Тимирязева), критиковавший Эйнштейна ещё до революции. После его статей в журналах «Красная новь» (1921, № 2) и «Под знаменем марксизма» (1922, № 4) последовало критическое замечание Ленина:

Если Тимирязев в первом номере журнала должен был оговорить, что за теорию Эйнштейна, который сам, по словам Тимирязева, никакого активного похода против основ материализма не ведёт, ухватилась уже громадная масса представителей буржуазной интеллигенции всех стран, то это относится не к одному Эйнштейну, а к целому ряду, если не к большинству великих преобразователей естествознания, начиная с конца XIX века.

В том же 1922 году Эйнштейн был избран иностранным членом-корреспондентом РАН. Тем не менее за 1925—1926 годы Тимирязев опубликовал не менее десяти антирелятивистских статей.
Не принял теорию относительности и К. Э. Циолковский, который отверг релятивистскую космологию и ограничение на скорость движения (подрывавшее планы Циолковского по заселению космоса): «Второй вывод его: скорость не может превышать скорости света… это те же шесть дней, якобы употреблённые на создание мира». К концу жизни Циолковский, возможно, смягчил свою позицию, потому что на рубеже 1920—1930-х годов он в ряде трудов и интервью упоминает релятивистскую формулу Эйнштейна {\displaystyle E=mc^{2}} без критических возражений. Однако с невозможностью двигаться быстрее света Циолковский так никогда и не смирился.
Хотя в 1930-е годы критика теории относительности среди советских физиков прекратилась, идеологическая борьба ряда философов с теорией относительности как «буржуазным мракобесием» продолжалась и особенно усилилась после смещения Николая Бухарина, влияние которого ранее смягчало идеологический нажим на науку. Следующая фаза кампании началась в 1950 году; вероятно, она была связана с аналогичными по духу тогдашними кампаниями против генетики (лысенковщина) и кибернетики. Незадолго до того (1948) издательство «Гостехиздат» выпустило перевод книги «Эволюция физики» Эйнштейна и Инфельда, снабжённый обширным предисловием под названием: «Об идеологических пороках в книге А. Эйнштейна и Л. Инфельда „Эволюция физики“». Спустя два года в журнале «Советская книга» была помещена разгромная критика как самой книги (за «идеалистический уклон»), так и издательства, её выпустившего (за идеологическую ошибку).
Эта статья открыла целую лавину публикаций, которые формально были направлены против философии Эйнштейна, однако заодно обвиняли в идеологических ошибках ряд крупных советских физиков — Я. И. Френкеля, С. М. Рытова, Л. И. Мандельштама и других. Вскоре в журнале «Вопросы философии» появилась статья доцента кафедры философии Ростовского государственного университета М. М. Карпова «О философских взглядах Эйнштейна» (1951), где учёный обвинялся в субъективном идеализме, неверии в бесконечность Вселенной и других уступках религии. В 1952 году была опубликована статья видного советского философа А. А. Максимова, которая клеймила уже не только философию, но и лично Эйнштейна, «которому буржуазная пресса создала рекламу за его многочисленные нападки на материализм, за пропаганду воззрений, подрывающих научное мировоззрение, выхолащивающих идейно науку». Другой видный философ, И. В. Кузнецов, в ходе кампании 1952 года заявил: «Интересы физической науки настоятельно требуют глубокой критики и решительного разоблачения всей системы теоретических взглядов Эйнштейна». Однако критическая важность «атомного проекта» в те годы, авторитет и решительная позиция академического руководства предотвратили разгром советской физики, аналогичный тому, который устроили генетикам. После смерти Сталина антиэйнштейновская кампания была быстро свёрнута, хотя немалое количество «ниспровергателей Эйнштейна» встречалось и впоследствии.

### Другие мифы
- В 1962 году была впервые опубликована логическая головоломка, известная как «Загадка Эйнштейна». Такое название ей дали, вероятно, в рекламных целях, потому что нет никаких свидетельств того, что Эйнштейн имеет какое-либо отношение к этой загадке. Ни в одной биографии Эйнштейна она также не упоминается.
- В известной биографии Эйнштейна[191] утверждается, что в 1915 году Эйнштейн якобы участвовал в проектировании новой модели военного самолёта. Это занятие трудно согласовать с его пацифистскими убеждениями. Исследование показало, однако[192], что Эйнштейн просто обсуждал с мелкой авиафирмой одну идею в области аэродинамики — крыло типа «кошачья спина» (горб на верхней части профиля). Идея оказалась неудачной и, как позже выразился Эйнштейн, легкомысленной; впрочем, развитой теории полёта тогда ещё не существовало.
- Георгий Гамов в статье 1956 года и в автобиографии 1970 года писал, что Эйнштейн назвал введение космологической постоянной «величайшей ошибкой в своей жизни» (современная физика снова узаконила эту константу). Подтверждений этой фразы от других знакомых Эйнштейна не существует, а Гамов имел стойкую репутацию шутника и любителя розыгрышей. В своих письмах Эйнштейн выражался осторожно и доверил решение этой проблемы будущим астрофизикам. По свидетельству Лайнуса Полинга, Эйнштейн говорил ему, что совершил в жизни только одну крупную ошибку — подписал письмо Рузвельту[193].
- Эйнштейна часто упоминают в числе вегетарианцев. Хотя он в течение многих лет поддерживал это движение, строгой вегетарианской диете он начал следовать только в 1954 году, примерно за год до своей смерти[194].
- Существует ничем не подтверждённая легенда[195], что перед смертью Эйнштейн сжёг свои последние научные работы, содержащие открытие, потенциально опасное для человечества. Часто эту тему связывают с «Филадельфийским экспериментом». Легенда нередко упоминается в различных СМИ, на её основе снят фильм «Последнее уравнение» (англ. The Last Equation)[196].

## Труды
- Список научных публикаций Альберта Эйнштейна

### На языке оригинала
- Einstein Archives Online (англ.). Дата обращения: 9 апреля 2023.

### В русском переводе
- Эйнштейн А. Собрание научных трудов в четырёх томах. — М.: Наука, 1965—1967.
  - Том 1. Работы по теории относительности 1905—1920 гг.
  - Том 2. Работы по теории относительности 1921—1955 гг.
  - Том 3. Работы по кинетической теории, теории излучения и основам квантовой механики 1901—1955 гг.
  - Том 4. Статьи, рецензии, письма. Эволюция физики.
- Принцип относительности. — Сборник работ по специальной теории относительности. Составитель А. А. Тяпкин. — М.: Атомиздат, 1973.
- Эйнштейн А. Работы по теории относительности. — М.: Амфора, 2008. — (На плечах гигантов. Библиотека С. Хокинга). — ISBN 978-5-367-00842-5.
- Эйнштейн А. Сущность теории относительности = Meaning of relativity. — М.: ИЛ, 1955.
- Эйнштейн А. Теория относительности. Избранные работы. — Ижевск: Научно-изд. центр «Регулярная и хаотическая динамика», 2000. — 224 с. — ISBN 5-93972-002-1.
- Эйнштейн А. Физика и реальность. — М.: Наука, 1965.
- Эйнштейн А., Инфельд Л. Эволюция физики. — М.: Наука, 1965.
- Альберт Эйнштейн в библиотеке сайта журнала «Скепсис». Дата обращения: 25 января 2009.
- Эйнштейн А. Почему социализм? Monthly Review (1949). Дата обращения: 8 января 2009.
- Эйнштейн о религии. — М.: Альпина нон-фикшн, 2010. — 144 с. — ISBN 978-5-91671-056-4.

### Разное
- Манифест Рассела — Эйнштейна
- Мозг Альберта Эйнштейна